# Reforma laboral española de 2012
La Reforma de la legislación laboral en España en 2012, oficialmente el Real Decreto-Ley 3/2012, de 10 de febrero, de medidas urgentes para la reforma del mercado laboral, es un texto legal aprobado por el Consejo de Ministros de España, en su reunión del 10 de febrero de 2012, que modifica la anterior reforma laboral aprobada en septiembre de 2010.
Mediante la aprobación de este Real Decreto, publicado al día siguiente de su aprobación en el Boletín Oficial del Estado (BOE), el Gobierno, entonces presidido por Mariano Rajoy, del Partido Popular, se proponía "facilitar la contratación, con especial atención a los jóvenes y a los parados de larga duración, potenciar los contratos indefinidos frente a los temporales y que el despido sea el último recurso de las empresas en crisis", además de "acabar con la rigidez del mercado de trabajo y sentar las bases para crear empleo estable". De acuerdo con lo establecido en la disposición final decimosexta del propio decreto-ley, las medidas comprendidas en el mismo entraron en vigor el día siguiente de su publicación en el BOE.

## Origen
La pretensión de una nueva reforma laboral estaba recogida en el programa electoral con el que el Partido Popular concurrió a las elecciones generales de 2011, en las que se impuso con una amplia mayoría absoluta. En el apartado 1.4 («Empleo seguro y flexible para todos») de dicho texto, se proponía como objetivo dotar "al marco laboral español de unas nuevas reglas e instituciones modernas, adaptadas a la economía global del conocimiento en el ámbito de la moneda única europea para la generación de empleo y oportunidades para todos", aprobando para ello "una reforma integral a la altura del reto planteado por casi cinco millones de desempleados". Tras la victoria electoral, el candidato del Partido Popular a la presidencia del Gobierno, Mariano Rajoy, propuso, en su discurso de investidura pronunciado ante el pleno del Congreso de los Diputados el 19 de diciembre de 2011, "llevar a cabo una profunda modernización de la legislación laboral, al servicio de la creación de empleo, que apueste por una mayor estabilidad, una mayor flexibilidad interna en las empresas y que considere la formación como un derecho del trabajador".

## Negociación
Tras escuchar a las partes interesadas (patronal y sindicatos mayoritarios), el presidente del Gobierno pidió a los agentes sociales que antes del 7 de enero de 2012 cerraran acuerdos en materia de negociación colectiva, contratación, absentismo, solución extrajudicial de conflictos laborales, empresas de trabajo temporal y formación profesional; ya que en caso contrario, el Gobierno legislaría unilateralmente por motivos de extraordinaria y urgente necesidad. Una vez constituido el nuevo Ejecutivo presidido por Mariano Rajoy, la ministra de Empleo y Seguridad Social, Fátima Báñez, inició las negociaciones con los agentes sociales para tratar de alcanzar un acuerdo en torno a la reforma laboral. Los interlocutores que tomaron parte en las negociaciones fueron Juan Rosell, presidente de la Confederación Española de Organizaciones Empresariales (CEOE); Jesús Terciado Valls, presidente de la Confederación Española de la Pequeña y Mediana Empresa (CEPYME); Ignacio Fernández Toxo, secretario general de Comisiones Obreras (CCOO), y Cándido Méndez, secretario general de la Unión General de Trabajadores (UGT). Prorrogado el plazo inicial de negociación, se acercaron posturas en materia de moderación salarial y contratación a tiempo parcial, y se alcanzaron acuerdos en lo referente a solución autónoma de conflictos laborales, formación continua, mutuas de trabajo y racionalización de los días festivos. Pero el pacto se estancó en negociación colectiva y modalidades de contratación. Ante la falta de acuerdo, el Gobierno anunció su intención de legislar de urgencia unilateralmente antes del 15 de febrero de 2012, aunque instó a los agentes sociales a seguir negociando. Ante la decisión tomada por el Gobierno, tanto los representantes de la patronal como los de los sindicatos mayoritarios dieron por liquidada la negociación. Finalmente, el Consejo de Ministros aprobó su proyecto de reforma del mercado laboral el 10 de febrero, en su última reunión antes de expirar el último plazo otorgado a los agentes sociales.

## Contenido
El Real Decreto-ley 3/2012 recoge un conjunto de medidas agrupadas en cuatro capítulos y orientadas, según el propio texto, a "fomentar la empleabilidad de los trabajadores, reformando aspectos relativos a la intermediación laboral y a la formación profesional (capítulo I); fomentar la contratación indefinida y otras formas de trabajo, con especial hincapié en promover la contratación por PYMES y de jóvenes (capítulo II); incentivar la flexibilidad interna en la empresa como medida alternativa a la destrucción de empleo (capítulo III); y, finalmente, favorecer la 
eficiencia del mercado de trabajo como elemento vinculado a la reducción de la dualidad 
laboral, con medidas que afectan principalmente a la extinción de contratos de trabajo 
(capítulo IV)". A continuación se muestra un amplio resumen de las nuevas medidas contenidas en cada uno de los cuatro capítulos y en las disposiciones del Real Decreto-ley:

### Medidas para favorecer la empleabilidad de los trabajadores (capítulo I)

#### Intermediación laboral
Mediante la reforma del artículo 16.3 del Estatuto de los Trabajadores y del artículo 1 de la Ley 14/1994, las empresas de trabajo temporal (ETT) "podrán operar como agencias de colocación" presentando para tal efecto una declaración responsable mediante la cual se manifieste que cumplen con los requisitos establecidos en la Ley 56/2003 (Ley de Empleo) y su correspondiente normativa de desarrollo. Asimismo, mediante la reforma del artículo 21.2 de la Ley de Empleo "las personas físicas o jurídicas que deseen actuar como agencias de colocación deberán obtener autorización del servicio público de empleo que se concederá de acuerdo con los requisitos que se establezcan reglamentariamente". Por último, se establece que las empresas de trabajo temporal, "cuando actúen como agencias de colocación deberán ajustarse a lo establecido" en la Ley de Empleo y en sus disposiciones de desarrollo, "incluida la obligación de garantizar a los trabajadores la gratuidad por la prestación de servicios". Aquellas empresas de trabajo temporal que en la fecha de entrada en vigor de la presente reforma laboral hubieran sido ya autorizadas administrativamente para el desarrollo de su actividad con carácter definitivo podrán actuar transitoriamente como agencias de colocación siempre que presenten ante el Servicio Público de Empleo competente una declaración responsable de que reúnen los requisitos establecidos en la citada Ley de Empleo y en su normativa de desarrollo.

#### Formación profesional
A través de la modificación del artículo 11.2 del Estatuto de los Trabajadores se establece que el contrato para la formación y el aprendizaje "tendrá por objeto la cualificación profesional de los trabajadores en un régimen de alternancia de actividad laboral retribuida en una empresa con actividad formativa recibida en el marco del sistema de formación profesional para el empleo o del sistema educativo". Asimismo, se prolonga con carácter general desde los 21 hasta los 25 años la edad máxima en la que un demandante de empleo podrá ser empleado con un contrato para la formación y el aprendizaje. Esta última medida se complementa con otra de carácter excepcional: hasta que la tasa de desempleo en España se sitúe por debajo del 15% podrán suscribirse contratos para la formación y el aprendizaje con trabajadores menores de 30 años sin que sea de aplicación el límite máximo de 25 años de edad anteriormente referido.
De igual modo, se establecen unas duraciones mínima y máxima para los contratos para la formación y el aprendizaje de uno y tres años, respectivamente (frente a los seis meses y dos años de la normativa anteriormente vigente), si bien "mediante convenio colectivo podrán establecerse distintas duraciones del contrato, en función de las necesidades organizativas o productivas de las empresas, sin que la duración mínima pueda ser inferior a seis meses ni la máxima superior a tres años". Se eliminan los límites al número máximo de contratos para la formación y el aprendizaje a realizar en una empresa en función del tamaño de su plantilla, que con la anterior redacción de la normativa podían establecerse "mediante convenio colectivo de ámbito sectorial estatal o, en su defecto, en los convenios colectivos sectoriales de ámbito inferior", o incluso a través de los convenios colectivos de empresa "en el supuesto de que exista un plan formativo de empresa". Por último, se establece que "las situaciones de incapacidad temporal, riesgo durante el embarazo, maternidad, adopción o acogimiento, riesgo durante la lactancia y paternidad interrumpirán el cómputo de la duración del contrato" para la formación y el aprendizaje.
Se establece a su vez que "expirada la duración del contrato para la formación y el aprendizaje, el trabajador no podrá ser contratado bajo esta modalidad por la misma o distinta empresa para la misma actividad laboral u ocupación objeto de la cualificación 
profesional asociada al contrato, pero sí para una distinta". La anterior redacción de la normativa no contemplaba esta última posibilidad, estableciendo sin más que el trabajador no podría "ser contratado bajo esta modalidad [el contrato para la formación y el aprendizaje] por la misma o distinta empresa".
La reforma prevé que "el trabajador deberá recibir la formación inherente al contrato para la formación y el aprendizaje directamente en un centro formativo" de la Red de centros de Formación Profesional, "previamente reconocido para ello por el Sistema Nacional de Empleo", o bien "en la propia empresa cuando la misma dispusiera de las instalaciones y el personal adecuados (…), sin perjuicio de la necesidad, en su caso, de la realización de períodos de formación complementarios en los centros de la red mencionada". La cualificación o competencia profesional adquirida a través del contrato para la formación y el aprendizaje permitirá al trabajador "solicitar de la Administración pública competente la expedición del correspondiente certificado de profesionalidad, título de Formación Profesional o, en su caso, acreditación parcial acumulable". Hasta la entrada en vigor del desarrollo reglamentario de la presente reforma laboral, las empresas podrán financiarse el coste de la formación inherente a los referidos contratos para la formación y el aprendizaje mediante bonificaciones en las cuotas empresariales a la Seguridad Social, con cargo a la partida presupuestaria que el Servicio Público de Empleo Estatal (SEPE) dispone para la financiación de las bonificaciones en las cotizaciones de la Seguridad Social acogidas a medidas de fomento de empleo por contratación laboral. Lo referido será de aplicación tanto para aquellos contratos suscritos desde el 31 de agosto de 2011 hasta la entrada en vigor de la reforma como para los celebrados con posterioridad a la misma.
Se establece también un tiempo máximo de trabajo efectivo en los contratos para la formación y el aprendizaje, "que habrá de ser compatible con el tiempo dedicado a las actividades formativas". Dicho tiempo máximo no podrá ser superior al 75%, durante el primer año, o al 85%, durante el segundo y tercer año, de la jornada máxima prevista en el convenio colectivo o, en su defecto, a la jornada máxima legal. Los trabajadores con contrato para la formación y el aprendizaje "no podrán realizar horas extraordinarias", salvo en aquellos casos en que se haga necesario para prevenir o reparar siniestros y otros daños extraordinarios y urgentes (artículo 35.3 del Estatuto de los Trabajadores). Tampoco podrán realizar trabajos nocturnos ni trabajo a turnos". De acuerdo con lo anteriormente dispuesto, la nueva reforma establece que "la retribución del trabajador contratado para la formación y el aprendizaje se fijará en proporción al tiempo de trabajo efectivo, de acuerdo con lo establecido en convenio colectivo", sin que en ningún caso la retribución pueda "ser inferior al Salario Mínimo Interprofesional en proporción al tiempo de trabajo efectivo". Con la anterior normativa, este último supuesto estaba limitado al primer año de vigencia del contrato para la formación y el aprendizaje; durante el segundo año del contrato, la retribución no podía ser en ningún caso inferior al Salario Mínimo Interprofesional, "con independencia del tiempo dedicado a la formación teórica".
Mediante la ampliación del artículo 23 del Estatuto de los Trabajadores se reconoce el derecho del trabajador "a la formación necesaria para su adaptación a las modificaciones operadas en el puesto de trabajo". Dicha formación "correrá a cargo de la empresa, sin perjuicio de la 
posibilidad de obtener a tal efecto los créditos destinados a la formación. El tiempo destinado a la formación se considerará en todo caso tiempo de trabajo efectivo". Del mismo modo, se reconoce que todos aquellos trabajadores con al menos un año de antigüedad en una empresa "tienen derecho a un permiso retribuido de 20 horas anuales de formación vinculada al puesto de trabajo acumulables por un periodo de hasta tres años".
La reforma también dispone, a través de la ampliación del artículo 26 de la Ley de Empleo, que "la formación recibida por el trabajador a lo largo de su carrera profesional, de acuerdo con el Catálogo de Cualificaciones Profesionales, se inscribirá en una cuenta de formación, asociada a su número de afiliación a la Seguridad Social".
En lo referente a incentivos a la contratación, la nueva norma establece que aquellas empresas que "celebren contratos para la formación y el aprendizaje con trabajadores desempleados inscritos en la oficina de empleo tendrán derecho, durante toda la vigencia del contrato, incluida la prórroga, a una reducción de las cuotas empresariales a la Seguridad Social" correspondientes a dichos contratos, del 100% si el contrato se realiza por empresas cuya plantilla sea inferior a 250 personas, o del 75% en el supuesto de que la empresa contratante tenga una plantilla igual o superior a esa cifra. Asimismo, en los contratos para la formación y el aprendizaje celebrados o prorrogados según lo anteriormente dispuesto, se reducirá el 100% de las cuotas de los trabajadores a la Seguridad Social durante toda la vigencia del contrato, incluida la prórroga. Además, aquellas empresas "que transformen en contratos indefinidos los contratos para la formación y el aprendizaje, cualquiera que sea la fecha de su celebración, tendrán derecho a una reducción en la cuota empresarial a la Seguridad Social de 1.500 euros/año, durante tres años. En el caso de mujeres, dicha reducción será de 1.800 euros/año". Las reducciones referidas se financiarán con cargo a la correspondiente partida presupuestaria de la Tesorería General de la Seguridad Social.

### Fomento de la contratación indefinida y otras medidas para favorecer la creación de empleo (capítulo II)

#### Contrato indefinido de apoyo a los emprendedores
Las empresas con menos de 50 empleados podrán concertar un nuevo tipo de contrato de trabajo por tiempo indefinido y a jornada completa, denominado «contrato de apoyo a los emprendedores». El régimen jurídico de esta modalidad de contrato y los derechos y obligaciones que de él se deriven se regirán, con carácter general, por lo dispuesto en el Estatuto de los Trabajadores, y en los convenios colectivos para los contratos por tiempo indefinido, "con la única excepción de la duración del período de prueba a que se refiere el artículo 14 del Estatuto de los Trabajadores, que será de un año en todo caso". Se establece, por tanto, una excepcionalidad de este tipo de contrato frente al resto de modalidades de contratación, ya que el citado artículo 14 del Estatuto de los trabajadores fija, en su apartado 1, la duración máxima del periodo de prueba con carácter general en seis meses para los técnicos titulados, en dos meses para el resto de trabajadores, y en tres meses para los trabajadores que no sean técnicos titulados y que trabajen en empresas con menos de 25 empleados.
Además, las empresas tendrán derecho a una deducción fiscal de 3.000 euros si conciertan su primer contrato de trabajo con un trabajador menor de 30 años. Adicionalmente, aquellas empresas que contratasen a un desempleado beneficiario de una prestación contributiva por desempleo tendrán derecho a una deducción fiscal equivalente al 50% de la prestación que dicho trabajador tuviera pendiente de percibir en el momento de su contratación, con un límite de doce mensualidades, y siempre y cuando se cumplan los siguientes requisitos: que el trabajador contratado haya percibido la prestación durante, al menos, tres meses hasta el momento de su contratación; que el importe de la deducción a que tiene derecho la empresa quede fijado en la fecha de inicio de la relación laboral y no se modifique por las circunstancias que se produzcan con posterioridad, y que la empresa requiera al trabajador contratado un certificado del Servicio Público de Empleo Estatal (SEPE) sobre el importe de la prestación pendiente de percibir en la fecha prevista de inicio de la relación laboral. Una vez iniciada ésta, "el trabajador contratado podrá voluntariamente compatibilizar cada mes, junto con el salario, el 25% de la cuantía de la prestación que tuviera reconocida y pendiente de percibir en el momento de su contratación". En todo caso, cuando el trabajador elija no compatibilizar la prestación con el salario en los términos anteriormente dispuestos, mantendrá su derecho a las prestaciones por desempleo "que le restasen por percibir en el momento de la colocación, siendo de aplicación lo establecido en los artículos 212 y 213" de la Ley General de la Seguridad Social.
Con independencia de los incentivos fiscales anteriormente citados, se establecen también las siguientes bonificaciones en las cuotas empresariales a la Seguridad Social por la contratación de desempleados: bonificación durante tres años, a razón de 1000 euros en el primer año, 1.100 euros en el segundo año y 1.200 euros en el tercer año, por la contratación de jóvenes de entre 16 y 30 años, incrementándose las cuantías citadas en 100 euros/año si se tratase de jóvenes mujeres en sectores en los que este colectivo esté menos representado; y bonificación de 1.300 euros anuales durante tres años por la contratación de parados de larga duración mayores de 45 años, incrementándose la cuantía citada hasta los 1.500 euros anuales si se tratase de mujeres paradas de larga duración y mayores de 45 años en sectores en los que este colectivo esté menos representado. Estas bonificaciones, que se financiarán con cargo a la correspondiente partida presupuestaria del Servicio Público de Empleo Estatal, "serán compatibles con otras ayudas públicas previstas con la misma finalidad, sin que en ningún caso la suma de las bonificaciones aplicables pueda superar el 100% de la cuota empresarial a la Seguridad Social". Para poder beneficiarse de los incentivos anteriormente referidos, el empresario deberá mantener en el empleo al trabajador contratado durante al menos tres años, procediendo en caso de incumplimiento de esta obligación al reintegro de los incentivos percibidos. A tal efecto, no se considerará incumplida la obligación de mantenimiento del empleo cuando el contrato se extinga por despido disciplinario declarado o reconocido como procedente, dimisión, muerte, jubilación o incapacidad permanente total, absoluta o gran invalidez del trabajador.
No podrán concertar el contrato indefinido de apoyo a los emprendedores aquellas empresas que, en los seis meses anteriores a la celebración del contrato, hubieran realizado despidos por causas objetivas declaradas improcedentes por sentencia judicial o hubieran procedido a un despido colectivo. En ambos supuestos, la limitación afectará únicamente a las extinciones y despidos producidos con posterioridad a la entrada en vigor de la presente reforma laboral, y para la cobertura de aquellos puestos de trabajo del mismo grupo profesional que los afectados por la extinción o despido y para el mismo centro o centros de trabajo

#### Contrato a tiempo parcial
Mediante la reforma parcial del artículo 12.4 del Estatuto de los Trabajadores, se establece que los trabajadores contratados a tiempo parcial puedan realizar horas extraordinarias en proporción a la jornada pactada. En todo caso, dichas horas extraordinarias "computarán a efectos de bases de cotización a la Seguridad Social y bases reguladoras de las prestaciones", y "la suma de las horas ordinarias, extraordinarias y complementarias no podrá exceder del límite legal del trabajo a tiempo parcial" definido en el citado artículo del Estatuto de los Trabajadores.
Además, la presente reforma laboral establece, a través de la disposición final novena del Real Decreto-ley que la aprueba, que "las remuneraciones percibidas por horas extraordinarias en los contratos de trabajo a tiempo parcial, sean o no motivadas por fuerza mayor, se tomarán en cuenta para la determinación de la base de cotización tanto por contingencias comunes como profesionales". A estos efectos, el tipo de cotización por contingencias comunes aplicable a dichas remuneraciones será del 28,30% (23,60% a cargo de la empresa y 4,70% a cargo del trabajador). "Para las contingencias de accidentes de trabajo y enfermedades profesionales se aplicarán los tipos de la tarifa de primas establecida en la disposición adicional cuarta de la Ley 42/2006, de 28 de diciembre, de Presupuestos Generales del Estado para el año 2007, siendo las primas resultantes a cargo exclusivo de la empresa". Además, "la cotización por horas extraordinarias de los trabajadores con contrato a tiempo parcial se computará exclusivamente a efectos de determinar la base reguladora de las prestaciones por contingencias comunes", mientras que en lo respectivo "a las prestaciones derivadas de contingencias profesionales, se estará a lo dispuesto en el ordenamiento vigente". Por último, se destaca que lo anteriormente dispuesto "será de aplicación a los trabajadores incluidos en el Régimen General de la Seguridad Social, excepto para los comprendidos en los Sistemas Especiales para Trabajadores por Cuenta Ajena Agrarios y para Empleados de Hogar establecidos en dicho Régimen General, en el Régimen Especial de la Minería del Carbón y para los trabajadores por cuenta ajena incluidos en el Régimen Especial de la Seguridad Social de los Trabajadores del Mar".

#### Trabajo a distancia
Queda dispuesto, a través de la reforma del artículo 13 del Estatuto de los Trabajadores, que los trabajadores a distancia tengan "los mismos derechos que los que prestan sus servicios en el centro de trabajo de la empresa, salvo aquéllos que sean inherentes a la realización de la prestación laboral en el mismo de manera presencial". Además, el empresario "deberá establecer los medios necesarios para asegurar el acceso efectivo de estos trabajadores a la formación profesional continua, a fin de favorecer su promoción profesional". Los trabajadores a distancia "podrán ejercer los derechos de representación colectiva conforme a lo previsto" en el Estatuto de los Trabajadores.

#### Bonificaciones por transformación de contratos en prácticas, de relevo y de sustitución en indefinidos
Las empresas con menos de 50 empleados que transformen en indefinidos contratos en prácticas, de relevo y de sustitución por anticipación de la edad de jubilación, cualquiera que sea la fecha de su celebración, tendrán derecho a una bonificación en la cuota empresarial a la Seguridad Social de 500 euros anuales durante tres años, cantidad que se incrementará hasta 700 euros anuales si a quien se transforma el contrato en indefinido es una mujer.

### Medidas para favorecer la flexibilidad interna en las empresas como alternativa a la destrucción de empleo (capítulo III)

#### Clasificación profesional
Se procede a la modificación parcial del artículo 22 del Estatuto de los Trabajadores, referente al sistema de clasificación profesional, para suprimir la denominación "categoría profesional" como subdivisión, a su vez, de la figura del "grupo de las funciones propias de la primera permita desarrollar las prestaciones laborales básicas de la segunda, previa la realización, si ello es necesario, de procesos simples de formación o adaptación". También se suprimen las menciones a "categorías" en el apartado 3 (antes 4) y a "nivel" en el apartado 4 (antes 5). En el apartado 4 (antes 5) se establece, a través de una nueva redacción ampliada, que por acuerdo entre el trabajador y el empresario "se asignará al trabajador un grupo profesional y se establecerá como contenido de la prestación laboral objeto del contrato de trabajo la realización de todas las funciones correspondientes al grupo profesional asignado o solamente de alguna de ellas". Por último, en este último apartado citado se suprime la mención a que "[por acuerdo entre el trabajador y el empresario se establecerá] su equiparación a la categoría, grupo profesional o nivel retributivo previsto en el convenio colectivo o, en su defecto, de aplicación en la empresa, que se corresponda con dicha prestación".
En el plazo de un año los convenios colectivos en vigor deberán adaptar su sistema de clasificación profesional al nuevo marco jurídico anteriormente descrito.
La reforma laboral modifica el artículo 34.2 del Estatuto de los Trabajadores para permitir que las empresas de manera unilateral puedan, en defecto de pacto con los representantes de los trabajadores, "distribuir de manera irregular a lo largo del año el 5% de la jornada de trabajo". Con la anterior normativa, la jornada de trabajo en una empresa no se podía distribuir irregularmente a lo largo del año (ni siquiera en parte) si no existía acuerdo en el convenio colectivo o, en su defecto, entre la empresa y los representantes sindicales.

#### Movilidad funcional
Se suprime la obligación a las empresas de justificar "por razones perentorias o imprevisibles de la actividad productiva" la encomienda a un trabajador de funciones inferiores a las de su grupo profesional, obligación que sí estaba establecida, hasta la entrada en vigor de la presente reforma, en el artículo 39.2 del Estatuto de los Trabajadores.

#### Movilidad geográfica
El traslado de trabajadores que no hayan sido contratados específicamente para prestar sus servicios en empresas con centros de trabajo móviles o itinerantes a un centro de trabajo distinto de la misma empresa que exija cambios de residencia requerirá la existencia de razones económicas, técnicas, organizativas o de producción que lo justifiquen, entendiéndose por tales las que estén relacionadas con la competitividad, productividad u organización técnica o del trabajo en la empresa, así como las contrataciones referidas a la actividad empresarial.
El traslado a que se refiere el párrafo anterior "deberá ir precedido de un período de consultas con los representantes legales de los trabajadores. (…) La intervención como interlocutores ante la dirección de la empresa en el procedimiento de consultas corresponderá a las secciones sindicales cuando éstas así lo acuerden, siempre que sumen la mayoría de los miembros del comité de empresa o entre los delegados de personal. (…) En los supuestos de ausencia de representación legal de los trabajadores en la empresa, éstos podrán atribuir su representación a una comisión" designada para tal efecto. "El empresario y la representación legal de los trabajadores podrán acordar en cualquier momento la sustitución del periodo de consultas a que se refiere este apartado por la aplicación del procedimiento de mediación o arbitraje que sea de aplicación en el ámbito de la empresa, que deberá desarrollarse dentro del plazo máximo señalado para dicho período".
Por otra parte, "los representantes legales de los trabajadores tendrán prioridad de permanencia en los puestos de trabajo", pero también se podrán establecer, "mediante convenio colectivo o acuerdo alcanzado durante el período de consultas (…) prioridades de permanencia a favor de trabajadores de otros colectivos, tales como trabajadores con cargas familiares, mayores de determinada edad o personas con discapacidad".

#### Modificación sustancial de las condiciones de trabajo
En virtud de una modificación del artículo 41 del Estatuto de los Trabajadores, la dirección de una empresa "podrá acordar modificaciones sustanciales de las condiciones de trabajo cuando existan probadas razones económicas, técnicas, organizativas o de producción", entendiéndose por tales aquellas "que estén relacionadas con la competitividad, productividad u organización técnica o del trabajo en la empresa". Dichas modificaciones sustanciales podrán ser de carácter individual (aquellas que, en el periodo de referencia establecido, no alcancen los umbrales señalados para las modificaciones colectivas) o colectivo, y "podrán afectar a las condiciones reconocidas a los trabajadores en el contrato de trabajo, en acuerdos o pactos colectivos o disfrutadas por éstos en virtud de una decisión unilateral del empresario de efectos colectivos".
Se reduce de 30 a 15 días el período mínimo de antelación sobre la fecha de efectividad en el que los empresarios están obligados a notificar a los trabajadores afectados y a sus representantes legales la decisión de modificar sustancialmente las condiciones de trabajo de carácter individual.
En los supuestos en los que las modificaciones sustanciales afecten a la jornada de trabajo, al horario y distribución del tiempo de trabajo, al régimen de trabajo a turnos, al sistema de remuneración o a las funciones, cuando éstas excedan de los límites previstos para la movilidad funcional, si el trabajador resultase perjudicado por dichas modificaciones sustanciales tendría derecho a rescindir su contrato y a percibir una indemnización de 20 días de salario por cada año de servicio prorrateándose por meses los períodos inferiores a un año y con un máximo de nueve meses.
La decisión de modificación sustancial de condiciones de trabajo de carácter colectivo deberá ir precedida de un período de consultas con los representantes legales de los trabajadores en aquellas empresas en que éstos existan. En las que no los tengan, los trabajadores "podrán optar por atribuir su representación para la negociación del acuerdo (…) a una comisión de un máximo de tres miembros integrada por trabajadores de la propia empresa y elegida por éstos democráticamente, o a una comisión de igual número de componentes designados, según su representatividad, por los sindicatos más representativos del sector al que pertenezca la empresa y que estuvieran legitimados para formar parte de la comisión negociadora del convenio colectivo de aplicación a la misma".
En lo referente a la modificación de las condiciones de trabajo establecidas en los convenios colectivos, se establece que deberá realizarse conforme a una serie de condiciones para la negociación colectiva establecidas en el artículo 82.3 del Estatuto de los Trabajadores. Dichas condiciones se resumen en lo siguiente: 
"Cuando concurran causas económicas, técnicas, organizativas o de producción", se podrá proceder, por acuerdo entre la empresa y los representantes de los trabajadores legitimados para negociar un convenio colectivo y previo desarrollo de un período de consultas, "a inaplicar en la empresa las condiciones de trabajo previstas en el convenio colectivo aplicable, sea éste de sector o de empresa", que afecten a la jornada de trabajo, al horario y la distribución del tiempo de trabajo, al régimen de trabajo a turnos, al sistema de remuneración y cuantía salarial, al sistema de trabajo y rendimiento, a las funciones, cuando éstas excedan de los límites previstos para la movilidad funcional, o a las mejoras voluntarias de la acción protectora de la Seguridad Social. Con la anterior normativa aplicable, la modificación sustancial de las condiciones de trabajo establecidas en los convenios colectivos solo podía referirse a cuatro de las seis materias referidas anteriormente, a saber: horario y distribución del tiempo de trabajo, régimen de trabajo a turnos, sistema de remuneración y sistema de trabajo y rendimiento. No podía referirse, por tanto, a la jornada de trabajo ni a las funciones.
A efectos de lo expuesto en el párrafo anterior, se entenderá que concurren:
- Causas económicas: "cuando de los resultados de la empresa se desprenda una situación económica negativa, en casos tales como la existencia de pérdidas actuales o previstas, o la disminución persistente de su nivel de ingresos o ventas. En todo caso, se entenderá que la disminución es persistente si se produce durante dos trimestres consecutivos".
- Causas técnicas: "cuando se produzcan cambios, entre otros, en el ámbito de los medios o instrumentos de producción".
- Causas organizativas: "cuando se produzcan cambios, entre otros, en el ámbito de los sistemas y métodos de trabajo del personal o en el modo de organizar la producción".
- Causas productivas: "cuando se produzcan cambios, entre otros, en la demanda de los productos o servicios que la empresa pretende colocar en el mercado".

Al respecto cabe reseñar, a modo de comparación, que la anterior redacción de la normativa (introducida a través del Real Decreto-ley 7/2011) establecía como causas económicas para la inaplicación en la empresa de las condiciones de trabajo previstas en el convenio colectivo la existencia de "una disminución persistente de su nivel de ingresos" o la posibilidad de que la situación y perspectivas económicas de la empresa "pudieran verse afectadas negativamente como consecuencia de tal aplicación [de las condiciones de trabajo], afectando a las posibilidades de mantenimiento del empleo en la misma".
En cualquier caso, el acuerdo de inaplicación deberá determinar con exactitud "las nuevas condiciones de trabajo aplicables en la empresa y su duración, que no podrá prologarse más allá del momento en que resulte aplicable un nuevo convenio en dicha empresa". Anteriormente, se establecía un plazo máximo de tres años de duración para todos los acuerdos de inaplicación si antes no mediaba la aprobación de un nuevo convenio, plazo que con la nueva reforma desaparece.
Cuando el período de consultas finalizase sin acuerdo y las partes no se hubieran sometido a los procedimientos que deben establecerse en los acuerdos interprofesionales de ámbito estatal o autonómico (acuerdos que podrán ser establecidos, para solventar de manera efectiva las discrepancias surgidas en la negociación, por las organizaciones sindicales y asociaciones empresariales más representativas, ya sean éstas de carácter estatal o autonómico, y que contendrán cláusulas sobre la estructura de la negociación colectiva, fijando, en su caso, las reglas que han de resolver los conflictos de concurrencia entre convenios de distinto ámbito), o en el caso de que dichos procedimientos no hubieran solucionado el desacuerdo, cualquiera de las partes podrá someter la solución de las discrepancias a la Comisión Consultiva Nacional de Convenios Colectivos (cuando la inaplicación de las condiciones de trabajo afectase a centros de trabajo de la empresa situados en el territorio de más de una comunidad autónoma) o, en su caso, a los órganos correspondientes de las comunidades autónomas. La decisión de estos órganos (tanto de la Comisión Consultiva Nacional de Convenios Colectivos como de los órganos correspondientes de las comunidades autónomas), que podrá ser adoptada en su propio seno o por un árbitro designado al efecto por ellos mismos, habrá de dictarse en plazo no superior a 25 días a contar desde la fecha del sometimiento del conflicto ante dichos órganos. Tal decisión tendrá la eficacia de los acuerdos alcanzados en período de consultas y solo será recurrible conforme al procedimiento y de acuerdo con los motivos establecidos para tal efecto.

#### Suspensión del contrato o reducción de la jornada por causas económicas, técnicas, organizativas o de producción, o derivadas de fuerza mayor
El empresario podrá suspender contratos de trabajo por causas económicas, técnicas, organizativas o de producción. A tal efecto, se entenderá que concurren:
- Causas económicas: "cuando de los resultados de la empresa se desprenda una situación económica negativa, en casos tales como la existencia de pérdidas actuales o previstas, o la disminución persistente de su nivel de ingresos o ventas. En todo caso, se entenderá que la disminución es persistente si se produce durante dos trimestres consecutivos".
- Causas técnicas: "cuando se produzcan cambios, entre otros, en el ámbito de los medios o instrumentos de producción".
- Causas organizativas: "cuando se produzcan cambios, entre otros, en el ámbito de los sistemas y métodos de trabajo del personal o en el modo de organizar la producción".
- Causas productivas: "cuando se produzcan cambios, entre otros, en la demanda de los productos o servicios que la empresa pretende colocar en el mercado".

Cabe mencionar que la anterior redacción de la normativa (introducida a través del Real Decreto-ley 10/2010) obligaba a las empresas a "acreditar la concurrencia de alguna de las causas señaladas y a justificar que de las mismas se deduce mínimamente la razonabilidad de la decisión extintiva para contribuir a mejorar la situación de la empresa o a prevenir una evolución negativa de la misma". En el caso concreto de las causas económicas, solo hacía referencia a "una situación económica negativa", sin especificar los casos, si bien obligaba a las empresas a acreditar los resultados negativos alegados y a "justificar que de los mismos se deduce mínimamente la razonabilidad de la decisión" de extinguir los contratos.
El procedimiento de suspensión de contratos "se iniciará mediante comunicación a la autoridad laboral competente y la apertura simultánea de un período de consultas con los representantes legales de los trabajadores de duración no superior a quince días". En las empresas en las que no existan representantes legales de los trabajadores, éstos podrán optar por atribuir su representación para la negociación del acuerdo con la empresa, a su elección, "a una comisión de un máximo de tres miembros integrada por trabajadores de la propia empresa y elegida por éstos democráticamente o a una comisión de igual número de componentes designados, según su representatividad, por los sindicatos más representativos y representativos del sector al que pertenezca la empresa y que estuvieran legitimados para formar parte de la comisión negociadora del convenio colectivo de aplicación a la misma". En todos los casos, la designación deberá realizarse en un plazo de cinco días a contar desde el inicio del período de consultas, sin que la falta de designación pueda suponer la paralización del mismo.
La autoridad laboral "dará traslado de la comunicación empresarial a la entidad gestora de las prestaciones por desempleo y recabará informe preceptivo de la Inspección de Trabajo y Seguridad Social sobre los extremos de dicha comunicación y sobre el desarrollo del período de consultas". Una vez finalizado éste, el empresario notificará a los trabajadores y a la autoridad laboral su decisión sobre la suspensión de los contratos. Desde el momento de la finalización del período de consultas se dispondrá de un plazo improrrogable de quince días para hacer llegar a la autoridad laboral el informe preceptivo antes citado, que quedará incorporado al procedimiento. (Por el contrario, la anterior normativa establecía que el informe preceptivo debía ser evacuado "en el improrrogable plazo de diez días" y que debía "obrar en poder de la autoridad laboral antes de la finalización del período de consultas"; igualmente establecía que aquella lo habría de incorporar al expediente una vez concluido dicho período de consultas.) La autoridad laboral comunicará la decisión empresarial a la entidad gestora de las prestaciones por desempleo, y a partir de la fecha de dicha comunicación surtirá efectos la decisión empresarial sobre la suspensión de los contratos, salvo que se hubiera fijado expresamente una fecha posterior.
Contra la decisión empresarial podrá reclamar el trabajador ante la jurisdicción social, que declarará la medida justificada o injustificada. Cuando la decisión empresarial afecte a un número de trabajadores igual o superior a:
- Diez trabajadores, en las empresas con menos de 100 trabajadores,
- El 10% del número total de trabajadores de la empresa en aquellas que tengan entre 100 y 300 empleados,
- Treinta trabajadores en las empresas con más de 300 trabajadores,

se podrá reclamar en conflicto colectivo, sin perjuicio de la acción individual. La interposición del conflicto colectivo paralizará la tramitación de las acciones individuales iniciadas, hasta su resolución.
Si se acordase la reducción de la jornada de trabajo por un período determinado de tiempo, durante el mismo no podrán realizarse horas extraordinarias salvo causa de fuerza mayor.
Durante las suspensiones de contratos o las reducciones de jornada "se promoverá el desarrollo de acciones formativas vinculadas a la actividad profesional de los trabajadores afectados cuyo objeto sea aumentar su polivalencia o incrementar su empleabilidad".

#### Negociación colectiva
Por medio de la modificación del artículo 84 del Estatuto de los Trabajadores, se dispone que la regulación de las condiciones establecidas en un convenio de empresa o, en su caso, en un convenio colectivo para un grupo de empresas o una pluralidad de empresas vinculadas por razones organizativas o productivas y nominativamente identificadas en su ámbito de aplicación, tendrá prioridad aplicativa respecto del convenio sectorial, estatal, autonómico o de ámbito inferior en las siguientes materias:
- La cuantía del salario base y de los complementos salariales, incluidos los vinculados a la situación y resultados de la empresa.
- El abono o la compensación de las horas extraordinarias y la retribución específica del trabajo a turnos.
- El horario y la distribución del tiempo de trabajo, el régimen de trabajo a turnos y la planificación anual de las vacaciones.
- La adaptación al ámbito de la empresa del sistema de clasificación profesional de los trabajadores.
- La adaptación de los aspectos de las modalidades de contratación que se atribuyen (…) a los convenios de empresa.
- Las medidas para favorecer la conciliación entre la vida laboral, familiar y personal.
- Aquellas otras que dispongan los acuerdos y convenios colectivos [sectoriales, de ámbito estatal o autonómico].

La anterior redacción normativa establecía que, salvo pacto en contrario, un convenio colectivo vigente no podría "ser afectado por lo dispuesto en convenios de ámbito distinto", si bien permitía a los sindicatos y a las asociaciones empresariales legitimados la posibilidad de negociar, en un ámbito determinado superior al de empresa, acuerdos o convenios que afectasen a lo dispuesto en los de ámbito superior siempre que dicha decisión tuviera "el respaldo de las mayorías exigidas para constituir la comisión negociadora de la correspondiente unidad de negociación". Además, a tal efecto consideraba materias no negociables en ámbitos inferiores: el período de prueba, las modalidades de contratación (excepto en los aspectos de adaptación al ámbito de la empresa), los grupos profesionales, el régimen disciplinario y las normas mínimas en materia de seguridad e higiene en el trabajo y movilidad geográfica.
Mediante la modificación parcial del artículo 85.3 del Estatuto de los Trabajadores, se suprime la obligación de que los convenios colectivos expresen, dentro de su contenido mínimo, los procedimientos para solventar de manera efectiva las discrepancias que puedan surgir en la negociación para la modificación sustancial de condiciones de trabajo establecidas en los convenios colectivos, y las referencias al plazo máximo para el inicio de la negociación de un nuevo convenio una vez denunciado el anterior y al plazo máximo de duración de dicha negociación.
En cuanto a la tramitación de los convenios colectivos, se establece, modificando el artículo 86.3 del Estatuto de los Trabajadores, que si transcurren dos años desde la denuncia de un convenio sin que se haya acordado uno nuevo o dictado un laudo arbitral, dicho convenio perderá, salvo pacto en contrario, su vigencia y se aplicará, si lo hubiere, el convenio colectivo de ámbito superior que fuera de aplicación. Con la anterior redacción de la normativa (introducida a través del Real Decreto-ley 7/2011), el convenio colectivo mantenía, siempre salvo pacto en contrario, su vigencia aun cuando se agotara el plazo máximo de negociación sin alcanzarse un acuerdo y aun cuando no llegaran a someterse las partes a un arbitraje o sometiéndose al mismo no solucionara la discrepancia. En cualquier caso, aquellos convenios colectivos que ya estuvieran denunciados en la fecha de entrada en vigor del Real Decreto-ley 3/2012, que aprueba la presente reforma laboral, el plazo de dos años anteriormente referido empezará a computarse a partir de su entrada en vigor.
Asimismo, se suprimen el plazo máximo de inicio de la negociación de los convenios colectivos (que eran, hasta el momento de entrar en vigor la presente reforma laboral, de quince días a contar desde la constitución de la comisión negociadora) y el plazo máximo para la propia negociación (anteriormente de ocho meses cuando la vigencia del convenio anterior hubiese sido inferior a dos años o de catorce meses en los restantes convenios, siempre a contar desde la fecha de pérdida de su vigencia).

#### Medidas de apoyo a la suspensión de contratos y a la reducción de jornada
Las empresas tendrán derecho a una bonificación del 50% de las cuotas empresariales a la Seguridad Social por contingencias comunes, devengadas por los trabajadores en situaciones de suspensión de contrato (incluidas las colectivas tramitadas de conformidad con la legislación concursal) o reducción temporal de jornada por alguna de las siguientes causas:  
- Causas económicas.
- Causas técnicas.
- Causas organizativas.
- Causas de producción.
- Causa de fuerza mayor.

La duración de la bonificación referida será coincidente con la situación de desempleo del trabajador o trabajadores afectado/s, sin que en ningún caso pueda superar los 240 días por trabajador. Para beneficiarse de esta bonificación "será requisito necesario que el empresario se comprometa a mantener en el empleo a los trabajadores afectados durante al menos un año con posterioridad a la finalización de la suspensión o reducción. En caso de incumplimiento de esta obligación, deberá reintegrar las bonificaciones aplicadas respecto de dichos trabajadores", sin perjuicio de la aplicación de las correspondientes infracciones o sanciones. No se considerará incumplida esta obligación cuando el contrato de trabajo se extinga por despido disciplinario procedente, dimisión, muerte, jubilación o incapacidad permanente total, absoluta o gran invalidez del trabajador. Aquellas empresas que hayan extinguido o extingan por despido improcedente o por despido colectivo contratos a los que se haya aplicado la bonificación referida "quedarán excluidas por un periodo de doce meses de la aplicación de bonificaciones en las cuotas de la Seguridad Social. La citada exclusión afectará a un número de contratos igual al de las extinciones producidas. El período de exclusión se contará a partir del reconocimiento o de la declaración de improcedencia del despido o de la extinción derivada del despido colectivo". Las bonificaciones referidas serán compatibles con otras ayudas públicas previstas con la misma finalidad, sin que en ningún caso la suma de las bonificaciones aplicables pueda superar el 100% de la cuota empresarial a la Seguridad Social. Todo lo anteriormente dispuesto será aplicable a las solicitudes de regulación de empleo presentadas entre el 1 de enero de 2012 y el 31 de diciembre de 2013.

#### Reposición del derecho a la prestación por desempleo
Cuando una empresa, en virtud del artículo 47 del Estatuto de los Trabajadores o de un procedimiento concursal, haya suspendido contratos de trabajo, de forma continuada o no, o haya reducido el número de días u horas de trabajo, y posteriormente se extingan contratos al amparo de lo legalmente establecido, los trabajadores afectados tendrán derecho a la reposición de la prestación contributiva por desempleo por el mismo número de días que hubieran percibido el desempleo total o parcial en virtud de aquellas suspensiones o reducciones con un límite máximo de 180 días, siempre que se cumplan las siguientes condiciones:
- Que las suspensiones o reducciones de jornada se hayan producido entre el 1 de enero de 2012 y el 31 de diciembre de 2012, ambos inclusive.
- Que el despido se produzca entre la fecha de entrada en vigor de la presente reforma laboral y el 31 de diciembre de 2013.

La reposición de la prestación anteriormente referida se aplicará al mismo derecho a la
prestación por desempleo que se consumió durante la suspensión temporal o reducción temporal de la jornada de trabajo, y será de aplicación cuando en el momento de la extinción de la relación laboral:
- Se reanude el derecho a la prestación por desempleo.
- Se opte por la reapertura del derecho a la prestación por desempleo inicial, en ejercicio del derecho de opción previsto en el artículo 210.3 de la Ley General de la Seguridad Social.
- Se haya agotado la prestación por desempleo durante la suspensión o la reducción de jornada y no se haya generado un nuevo derecho a prestación contributiva por desempleo.

La base de cotización y la cuantía a percibir, durante el período de la reposición, serán las mismas que las que correspondieron a los periodos objeto de la reposición. La reposición de prestaciones referida no será acumulable con las ayudas reconocidas en concepto de reposición de prestaciones por desempleo a los trabajadores incluidos en los planes de apoyo para facilitar el ajuste laboral de los sectores afectados por cambios estructurales del comercio mundial, conforme a lo previsto en los citados planes de apoyo y en la «Orden de 5 de abril de 1995, por la que se determinan las ayudas que podrá conceder el Ministerio de Trabajo y Seguridad Social a trabajadores afectados por procesos de reconversión y/o reestructuración de empresas» (BOE 19 de abril de 1995).

### Medidas para favorecer la eficiencia del mercado de trabajo y reducir la dualidad laboral (capítulo IV)

#### Suspensión temporal de la conversión automática de contratos temporales en fijos
Por modificación del artículo 5 del «Real Decreto-ley 10/2011, de 26 de agosto, de medidas urgentes para la promoción del empleo de los jóvenes, el fomento de la estabilidad en el empleo y el mantenimiento del programa de recualificación profesional de las personas que agoten su protección por desempleo», la suspensión temporal de la aplicación del artículo 15.5 del Estatuto de los Trabajadores finalizará el 31 de diciembre de 2012, y no el 31 de agosto de 2013. El citado artículo 15.5 del Estatuto de los Trabajadores, en suspensión temporal, establece que aquellos trabajadores "que en un período de treinta meses hubieran estado contratados durante un plazo superior a veinticuatro meses, con o sin solución de continuidad", para un mismo o diferente puesto de trabajo con una misma empresa o grupo de empresas, mediante dos o más contratos temporales, sea directamente o a través de una ETT, "con las mismas o diferentes modalidades contractuales de duración determinada, adquirirán la condición de trabajadores fijos".

#### Extinción del contrato de trabajo

##### Despido colectivo
Mediante la modificación apartado i) del artículo 49.1 del Estatuto de los Trabajadores, se suprime el requerimiento de autorización para poder extinguir contratos por despido colectivo fundado en causas económicas, técnicas, organizativas o de producción. A tal efecto, se entenderá que concurren:
- Causas económicas: "cuando de los resultados de la empresa se desprenda una situación económica negativa, en casos tales como la existencia de pérdidas actuales o previstas, o la disminución persistente de su nivel de ingresos o ventas. En todo caso, se entenderá que la disminución es persistente si se produce durante dos trimestres consecutivos".
- Causas técnicas: "cuando se produzcan cambios, entre otros, en el ámbito de los medios o instrumentos de producción".
- Causas organizativas: "cuando se produzcan cambios, entre otros, en el ámbito de los sistemas y métodos de trabajo del personal o en el modo de organizar la producción".
- Causas productivas: "cuando se produzcan cambios, entre otros, en la demanda de los productos o servicios que la empresa pretende colocar en el mercado".

La anterior redacción del texto normativo (Real Decreto Legislativo 1/1995) consideraba que concurrían causas económicas para el despido colectivo "cuando la adopción de las medidas propuestas contribuya (…) a superar una situación económica negativa de la empresa"; y causas técnicas, organizativas o de producción, cuando la adopción de las medidas propuestas contribuya "a garantizar la viabilidad futura de la empresa y del empleo en la misma a través de una más adecuada organización de los recursos".
El despido colectivo deberá ir precedido de un período de consultas con los representantes legales de los trabajadores de una duración no superior a 30 días naturales, o de 15 días en el caso de empresas con menos de 50 trabajadores. Dicho período de consultas "deberá versar, como mínimo, sobre las posibilidades de evitar o reducir los despidos colectivos y de atenuar sus consecuencias mediante el recurso a medidas sociales de acompañamiento, tales como medidas de recolocación o acciones de formación o reciclaje profesional para la mejora de la empleabilidad". La apertura del período de consultas deberá comunicarse "mediante escrito dirigido por el empresario a los representantes legales de los trabajadores, una copia del cual se hará llegar, junto con la comunicación, a la autoridad laboral". Recibida la comunicación empresarial, la autoridad laboral dará traslado de la misma a la entidad gestora de las prestaciones por desempleo y recabará informe preceptivo de la Inspección de Trabajo y Seguridad Social sobre los extremos de dicha comunicación y sobre el desarrollo del período de consultas. Una vez finalizado éste, el empresario lo notificará a la autoridad laboral. Desde el momento en que se produzca dicha notificación, el empresario dispondrá de un plazo improrrogable de 15 días para hacer llegar a la autoridad laboral el informe preceptivo antes citado, que quedará incorporado al procedimiento. (Por el contrario, la anterior normativa establecía que el informe preceptivo debía ser evacuado "en el improrrogable plazo de diez días" y que debía "obrar en poder de la autoridad laboral antes de la finalización del período de consultas"; igualmente establecía que aquella lo habría de incorporar al expediente una vez concluido dicho período de consultas.) Transcurrido el período de consultas el empresario comunicará a la autoridad laboral el resultado del mismo. Si se hubiera alcanzado acuerdo entre las partes, el empresario trasladará copia íntegra de dicho acuerdo; en caso contrario, remitirá a los representantes de los trabajadores y a la autoridad laboral la decisión final de despido colectivo que haya adoptado y las condiciones del mismo. Una vez comunicada la decisión a los representantes de los trabajadores, el empresario notificará los despidos individualmente y por escrito a los trabajadores afectados en los términos legalmente establecidos. No obstante lo anterior, deberán haber transcurrido como mínimo 30 días entre la fecha de la comunicación de la apertura del período de consultas a la autoridad laboral y la fecha de efectos del despido colectivo. La decisión empresarial podrá impugnarse a través de las acciones previstas para el procedimiento de despido colectivo. La interposición de la demanda por los representantes de los trabajadores paralizará la tramitación de las acciones individuales iniciadas, hasta la resolución de aquella.
Cuando el procedimiento de despido colectivo se lleve a cabo en una empresa no incursa en procedimiento concursal, e incluya trabajadores de 55 o más años de edad que no tuvieren la condición de mutualistas a fecha 1 de enero de 1967, existirá la obligación de abonar las cuotas destinadas a la financiación de un convenio especial respecto de los trabajadores anteriormente señalados en los términos previstos en la Ley General de la Seguridad Social.
Cuando una empresa no incursa en procedimiento concursal lleve a cabo un despido colectivo que afecte a más de 50 empleados de su plantilla "deberá ofrecer a los trabajadores afectados un plan de recolocación externa a través de empresas de recolocación autorizadas. Dicho plan, diseñado para un período mínimo de 6 meses, deberá incluir medidas de formación y orientación profesional, atención personalizada al trabajador afectado y búsqueda activa de empleo".
Por último, cabe destacar que la anterior redacción de la normativa (Real Decreto Legislativo 1/1995) establecía que los trabajadores cuyos contratos se extinguiesen de conformidad con un procedimiento de despido colectivo tendrían derecho a una indemnización de 20 días de salario por año de servicio, prorrateándose por meses los períodos de tiempo inferiores a un año, con un máximo de doce mensualidades.

###### Despidos colectivos que afecten a trabajadores de 50 o más años de edad
Por modificación de la disposición adicional decimosexta de la Ley 27/2011, de 1 de agosto, sobre actualización, adecuación y modernización del sistema de Seguridad Social, se establece que aquellas empresas que ejecuten despidos colectivos que afecten a trabajadores de 50 o más años de edad, estarán obligadas a efectuar (mediante procedimiento para la liquidación y pago que habrá de determinarse reglamentariamente) una aportación económica al Tesoro Público cuando concurra alguna o más de una de las siguientes circunstancias:
- Que los despidos colectivos sean efectuados por empresas o por grupos de empresas de más de 500 trabajadores.
- Que, aun concurriendo las causas (económicas, técnicas, organizativas o de producción) que lo justifiquen, las empresas o el grupo de empresas que efectúen los despidos hubieran tenido beneficios en los dos ejercicios económicos anteriores.

Con respecto a la redacción anterior de la citada norma, se observan algunas variaciones. En primer lugar, en lo que respecta al segundo supuesto anteriormente citado, se suprime en la nueva redacción la referencia a la consideración de que una empresa ha tenido beneficios "cuando el resultado del ejercicio, tal como se define en el (…) Plan General de Contabilidad, sea positivo". En segundo lugar, se suprimen otros dos supuestos que, unidos a los anteriormente referidos y que se mantienen, rezaban lo siguiente:

«b) Que [los despidos] afecten, al menos, a 100 trabajadores en un período de referencia de tres años, con independencia del número de trabajadores de 50 o más años de edad afectados.»

«d) Que los trabajadores de 50 o más años de edad afectados no hubieran sido objeto de recolocación en la misma empresa, o en otra empresa del grupo del que forme parte, o en cualquier otra empresa, en los seis meses siguientes a la fecha en que se produzca la extinción de sus contratos de trabajo.»

De manera transitoria y excepcional se establece que aquellas empresas cuyos expedientes de regulación de empleo (ERE), aun afectando a trabajadores de 50 o más años de edad, estuvieran ya autorizados por la autoridad laboral en el momento de la entrada en vigor de la presente reforma laboral, únicamente estarán obligadas a efectuar las aportaciones económicas al Tesoro Público referidas en la disposición adicional decimosexta de la citada Ley 27/2011 y en la nueva redacción que de la misma hace la disposición final cuarta del Real Decreto-ley 3/2012 cuando las resoluciones que hayan autorizado las extinciones de contratos afecten, al menos, a 100 trabajadores.
En cualquier caso, para el cálculo de la aportación económica, cuando proceda, "se tomarán en consideración el importe de las prestaciones y subsidios por desempleo de los trabajadores de 50 o más años de edad afectados por el despido colectivo, incluidas las cotizaciones a la Seguridad Social realizadas por el Servicio Público de Empleo Estatal" (SEPE). "También se incluirán, a los efectos del cálculo de la aportación económica, los importes realizados por el Servicio Público de Empleo Estatal por los referidos conceptos de los trabajadores de 50 o más años de edad" cuyos contratos hayan sido extinguidos, por iniciativa del empresario, "en virtud de otros motivos no inherentes a la persona del trabajador distintos" de los siguientes (previstos en el artículo 49.1.c del Estatuto de los Trabajadores):
- por expiración del tiempo convenido;
- por finalización de la obra o servicio objeto del contrato,

siempre y cuando "dichas extinciones de contratos se hayan producido en los tres años anteriores o posteriores al inicio del despido colectivo. No obstante, se excluirán del cálculo de la aportación económica, a petición de la empresa afectada, los importes de prestaciones y subsidios por desempleo de los trabajadores de 50 o más años de edad afectados que hubieran sido objeto de recolocación (…) en los seis meses siguientes a la fecha en que se produzca la extinción de sus contratos de trabajo".
El tipo aplicable para la determinación del importe de la aportación económica al Tesoro Público será el fijado por la escala detallada en el apartado 4 de la disposición adicional decimosexta de la citada Ley 27/2011, en la redacción que de la misma hace la disposición final cuarta del Real Decreto-ley 3/2012, en función de los siguientes criterios o baremos:
- Número total de empleados de la empresa o grupo de empresas que efectúa el ERE, calculado según los que se encuentren en situación de alta (ya sea a jornada completa o a tiempo parcial) en el momento de comunicar a la autoridad laboral la apertura del período de consultas que debe preceder al despido colectivo.
- Porcentaje de trabajadores de 50 o más años de edad afectados por el ERE en relación con el número total de trabajadores despedidos. Dicho porcentaje habrá de calcularse año a año ―dentro del período previsto para la realización de los despidos y comunicado a la autoridad laboral tras la finalización del período de consultas― teniendo en cuenta el número total de ambos grupos o colectivos que ha sido objeto de despido hasta el año en que se efetúa el cálculo.
- Porcentaje de los beneficios de la empresa o grupo de empresas sobre sus ingresos. Los primeros se cuantificarán en función del porcentaje medio de los mismos respecto de los ingresos obtenidos en los dos ejercicios inmediatamente anteriores a aquel en que el empresario comunique a la autoridad laboral la apertura del período de consultas que debe preceder el despido colectivo.

El importe de la aportación económica se determinará anualmente mediante la aplicación del tipo que corresponda sobre cada uno de los siguientes conceptos:
- Cuantía total efectivamente abonada por el SEPE en concepto de prestaciones por desempleo de nivel contributivo de los trabajadores de 50 o más años afectados por los despidos, generadas total o parcialmente en virtud de las cotizaciones acreditadas en la empresa que promovió su despido.
- Cuantía total efectivamente abonada por el SEPE en concepto de cotizaciones a la Seguridad Social a cargo de la entidad gestora de las prestaciones por desempleo por los trabajadores afectados, durante el período de percepción de las mismas.
- Un canon fijo por cada trabajador que haya agotado la prestación por desempleo contributiva y que comience a percibir el subsidio por agotamiento de la misma o el de mayores de 52 años, y por cada trabajador que, no teniendo derecho al cobro de la prestación por desempleo contributiva, acceda directamente al subsidio por desempleo como consecuencia de la situación legal de desempleo motivada por el despido. En el primero de los casos, el canon fijo se calculará mediante la totalización durante un período de seis años de la suma del coste anual del subsidio por desempleo más el de la cotización por jubilación por cuenta de la entidad gestora en el año del agotamiento.

"Cuando el despido colectivo implique la cesación total de la actividad de la empresa en el territorio español, se podrán adoptar las medidas cautelares oportunas, de acuerdo con la ley, para asegurar el cobro de la deuda correspondiente a la aportación económica, aun cuando ésta no haya sido objeto de cuantificación y liquidación con carácter previo".
Por último, se establece que "al menos el 50% de las cantidades recaudadas en el ejercicio inmediatamente anterior [por las referidas aportaciones económicas al Tesoro Público] se consignarán en el presupuesto inicial del Servicio Público de Empleo Estatal con la finalidad de financiar acciones y medidas de reinserción laboral específicas para el colectivo de los trabajadores de 50 o más años de edad que se encontraran en situación legal de desempleo".

##### Despido por causas objetivas
En lo referente a extinción de contratos de trabajo por causas objetivas, la nueva reforma laboral establece dos variaciones con respecto a la anterior legislación, introducidas a través de la modificación de los apartados b) y d) del artículo 52 del Estatuto de los Trabajadores. En primer lugar, se establece que antes de tomar la decisión de extinguir un contrato "por falta de adaptación del trabajador a las modificaciones técnicas operadas en su puesto de trabajo", siendo razonables dichas modificaciones, "el empresario deberá ofrecer al trabajador un curso dirigido a facilitar la adaptación a las modificaciones operadas", quedando el contrato en suspenso durante el período de formación y abonando el empresario al trabajador el salario medio que viniera percibiendo. (La anterior redacción del texto normativo fijaba en un máximo de tres meses el período en que el contrato podía quedar en suspenso.) En cualquier caso, la extinción del contrato "no podrá ser acordada por el empresario hasta que hayan transcurrido, como mínimo, dos meses desde que se introdujo la modificación o desde que finalizó la formación dirigida a la adaptación" del trabajador a las modificaciones operadas.
En segundo lugar, se establece que podrá extinguirse objetivamente un contrato "por faltas de asistencia al trabajo, aun justificadas, pero intermitentes, que alcancen el 20% de las jornadas hábiles en dos meses consecutivos, o el 25% en cuatro meses discontinuos dentro de un período de doce meses", sea cual sea el índice de absentismo del total de la plantilla del centro de trabajo. (La anterior redacción del Estatuto de los Trabajadores establecía que la extinción de contratos bajo las condiciones citadas únicamente sería posible si el índice de absentismo del total de la plantilla del centro de trabajo superaba el 5% en los mismos períodos de tiempo referidos.) A los efectos de lo anteriormente expuesto, no se computarán como faltas de asistencia aquellas ausencias que se produzcan bajo alguno de los siguientes supuestos:
- Ausencias debidas a huelga legal por el tiempo de duración de la misma.
- Ejercicio de actividades de representación legal de los trabajadores.
- Accidente de trabajo.
- Maternidad.
- Licencias y vacaciones.
- Enfermedad o accidente no laboral cuando la baja haya sido acordada por los servicios sanitarios oficiales y tenga una duración de más de 20 días consecutivos.
- Riesgo durante el embarazo y la lactancia.
- Enfermedades causadas por embarazo, parto o lactancia.
- Paternidad.
- Ausencias motivadas por la situación física o psicológica derivada de violencia de género, acreditada por los servicios sociales de atención o servicios de Salud, según proceda.

Los cuatro últimos supuestos referidos son introducidos en el texto normativo a través de la redacción de la nueva reforma laboral; los restantes ya figuraban en la redacción anterior del Estatuto de los Trabajadores (Real Decreto Legislativo 1/1995).
Se establece, por modificación introducida en el artículo 209 de la Ley General de la Seguridad Social, que "en el supuesto de despido o extinción de la relación laboral, la decisión del empresario de extinguir dicha relación se entenderá, por sí misma y sin necesidad de impugnación, como causa de situación legal de desempleo", y que "el ejercicio de la acción contra el despido o extinción no impedirá que se produzca el nacimiento del derecho a la prestación". De igual modo, para los casos en que, "como consecuencia de la reclamación o el recurso, el despido sea considerado improcedente y se opte por la indemnización", se establece lo siguiente:
- El trabajador continuará percibiendo las prestaciones por desempleo o, si no las estuviera percibiendo, comenzará a percibirlas con efectos desde la fecha del cese efectivo en el trabajo, siempre que se cumplan los requisitos establecidos al efecto, tomando como fecha inicial para tal cumplimiento la del acta de conciliación o providencia de opción por la indemnización, o, en su caso, la de la resolución judicial.
- El trabajador deberá solicitar el reconocimiento de las prestaciones en el plazo legalmente previsto, tomando como fecha inicial para tal cumplimiento la del acta de conciliación o providencia de opción por la indemnización, o, en su caso, la de la resolución judicial.[44]

#### Abaratamiento del coste de despido
Por modificación del artículo 56.1 del Estatuto de los Trabajadores, queda establecido que "cuando un despido sea declarado improcedente, el empresario, en el plazo de cinco días desde la notificación de la sentencia", podrá optar entre las siguientes opciones:
- La readmisión del trabajador, con abono al mismo de los salarios de tramitación (equivalentes "a la suma de los salarios dejados de percibir desde la fecha de despido hasta la notificación de la sentencia que declarase la improcedencia o hasta que hubiera encontrado otro empleo, si tal colocación fuera anterior a dicha sentencia y se probase por el empresario lo percibido, para su descuento de los salarios de tramitación").
- El abono de una indemnización equivalente a 33 días de salario por año de servicio, prorrateándose por meses los períodos de tiempo inferiores a un año, hasta un máximo de 24 mensualidades.

Con la anterior redacción normativa (Real Decreto Legislativo 1/1995), las compensaciones económicas previstas por el despido eran o bien una indemnización equivalente a 45 días de salario por año de servicio, prorrateándose por meses los períodos de tiempo inferiores a un año y hasta un máximo de 42 mensualidades, o bien una cantidad equivalente "a la suma de los salarios dejados de percibir desde la fecha del despido hasta la notificación de la sentencia que declarare la improcedencia o hasta que hubiera encontrado otro empleo si tal colocación fuera anterior a dicha sentencia y se probase por el empresario lo percibido, para su descuento de los salarios de tramitación", manteniendo el empresario al trabajador en situación de alta en la Seguridad Social durante el período correspondiente a dichos salarios de tramitación.
La indemnización de 33 días de salario anteriormente referida será de aplicación a los contratos suscritos a partir de la entrada en vigor de la presente reforma laboral. Para aquellos contratos formalizados con anterioridad a la entrada en vigor de la reforma laboral, será de aplicación una indemnización calculada "a razón de 45 días de salario por año de servicio por el tiempo de prestación de servicios anterior a dicha fecha de entrada en vigor y a razón de 33 días de salario por año de servicio por el tiempo de prestación de servicios posterior". El importe indemnizatorio resultante no podrá ser, en ningún caso, superior a 720 días de salario, salvo que del cálculo de la indemnización por el período anterior a la entrada en vigor de la reforma resultase un número de días superior, en cuyo caso se aplicará éste como importe indemnizatorio máximo, sin que dicho importe pueda ser, en ningún caso, superior a 42 mensualidades.
Si el despedido fuera un representante legal de los trabajadores o un delegado sindical, la opción corresponderá siempre a éste, y, tanto si optase por la indemnización como si lo hiciese por la readmisión, tendría derecho a la percepción de los salarios de tramitación.

#### Sobre el Fondo de Garantía Salarial (FOGASA)
Se reforma también el artículo 33.8 del Estatuto de los Trabajadores, estableciéndose, en referencia a los contratos indefinidos celebrados por empresas de menos de 25 trabajadores, que cuando el contrato se extinga por alguna de las causas previstas como justificadas, una parte de la indemnización que corresponda al trabajador será objeto de resarcimiento al empresario por el Fondo de Garantía Salarial (FOGASA) en una cantidad equivalente a ocho días de salario por año de servicio, prorrateándose por meses los períodos de tiempo inferiores a un año. No será de aplicación el resarcimiento por el FOGASA en las extinciones que hayan sido declaradas como improcedentes, tanto en conciliación administrativa o judicial como mediante sentencia. La anterior redacción normativa (Real Decreto Legislativo 1/1995) establecía que el FOGASA abonaría el 40% de la indemnización legal que correspondiese a todo aquel trabajador cuya relación laboral se hubiese extinguido como consecuencia del expediente instruido en aplicación de lo reglamentariamente previsto.

### Modificaciones de la Ley Reguladora de la Jurisdicción Social (capítulo V)

#### De la jurisdicción y de la competencia
Por modificación del apartado n) del artículo 2 de la Ley 36/2011, de 10 de octubre, Reguladora de la Jurisdicción Social, se establece que los órganos jurisdiccionales del orden social dejen de ser competentes en procedimientos de suspensión temporal de relaciones laborales, reducción de jornada y despido colectivo, regulados en los artículos 47 y 51 del Estatuto de los Trabajadores. Consecuentemente, se modifica también el apartado a) del artículo 6.2 de la Ley Reguladora de la Jurisdicción Social, estableciéndose que los Juzgados de lo Social conocerán en única instancia de los procesos de impugnación de actos de Administraciones públicas atribuidos al orden jurisdiccional social en los apartados n) y s) del artículo 2 de la citada Ley, cuando hayan sido dictados por los órganos de la Administración General del Estado y de los organismos públicos vinculados o dependientes de ella siempre que su nivel orgánico sea inferior al de Ministro o Secretario de Estado. (La anterior redacción de la citada Ley 36/2011 establecía una serie de excepciones que quedaban fuera de la competencia en única instancia de los Juzgados de lo Social: los procesos de expedientes de regulación de empleo, de suspensión de contratos o de reducción de jornada por causas económicas, técnicas, organizativas o de producción.)
Igualmente se reforma parcialmente el artículo 7 de la Ley Reguladora de la Jurisdicción Social para establecer que las Salas de lo Social de los Tribunales Superiores de Justicia sean competentes en única instancia en "los procesos de despido colectivo impugnados por los representantes de los trabajadores de conformidad con lo previsto" en el artículo 124 de la citada Ley, "cuando extiendan sus efectos a un ámbito territorial no superior al de la Comunidad Autónoma". También serán competentes en "los recursos de suplicación contra los autos de los jueces de lo mercantil previstos en los artículos 64.8 y 197.8" de la Ley Concursal.
La nueva reforma laboral modifica también el artículo 8.1 de la Ley Reguladora de la Jurisdicción Social para establecer que la Sala de lo Social de la Audiencia Nacional, por una parte, sea competente en única instancia en "los procesos de despido colectivo impugnados por los representantes de los trabajadores de conformidad con lo previsto" en el artículo 124 de la citada Ley, "cuando extiendan sus efectos a un ámbito territorial no superior al de la Comunidad Autónoma", y, por otra parte, deje de ser competente en única instancia en "las resoluciones administrativas recaídas en expedientes de regulación de empleo, suspensión de contratos o reducción de jornada por causas económicas, técnicas, organizativas o de producción".

#### De los actos procesales
A través de la modificación del artículo 43.4 de la Ley Reguladora de la Jurisdicción Social, se establece que los días del mes de agosto serán inhábiles para las actuaciones judiciales, salvo en aquellos procesos relacionados con alguna de las materias referidas a continuación:
- Despido.
- Extinción de contrato de trabajo en alguno de los supuestos previstos en los artículos 50, 51 y 52 del Estatuto de los Trabajadores (a saber: extinción por voluntad del trabajador, por despido colectivo o por causas objetivas).[Nota 3]
- Movilidad geográfica.
- Modificación sustancial de las condiciones de trabajo.
- Suspensión del contrato o reducción de jornada por causas económicas, técnicas, organizativas, productivas o derivadas de fuerza mayor.[Nota 4]
- Derechos de conciliación de la vida personal, familiar y laboral del artículo 139.
- Impugnación de altas médicas.
- Disfrute de vacaciones.
- Materia electoral.
- Conflictos colectivos.
- Impugnación de convenios colectivos.
- Tutela de derechos fundamentales y libertades públicas.

La anterior redacción de la citada Ley Reguladora de la Jurisdicción Social incluía entre las anteriormente referidas una excepción más, que con la presente reforma laboral desaparece, en la que las actuaciones judiciales sí podían llevarse a cabo durante el mes de agosto: se trata de las relacionadas con procesos de impugnación de resoluciones administrativas en expedientes de regulación de empleo. Además, establecía que tampoco serían inhábiles los días del mes de agosto "para la adopción de actos preparatorios, medidas precautorias y medidas cautelares, en particular en materia de prevención de riesgos laborales, accidentes de trabajo y enfermedades profesionales, así como para otras actuaciones que tiendan directamente a asegurar la efectividad de los derechos reclamados o para aquellas que, de no adoptarse, pudieran dar lugar a un perjuicio de difícil reparación". Por último, igualmente establecía de modo expreso que el mes de agosto fuera hábil "para el ejercicio de las acciones laborales derivadas de los derechos establecidos" en la Ley Orgánica de Medidas de Protección Integral contra la Violencia de Género.

#### De la evitación del proceso
Por modificación del artículo 64.1 de la Ley Reguladora de la Jurisdicción Social se añaden dos excepciones, no incluidas en la anterior redacción de la citada Ley, a la relación de procesos judiciales que estarían exentos del requisito del intento de conciliación o, en su caso, de mediación. Son los siguientes:
- Procesos relativos a la impugnación del despido colectivo por los representantes de los trabajadores.
- Procesos relativos a la suspensión de contratos o reducción de jornada por causas económicas, técnicas, organizativas o de producción, o derivadas de fuerza mayor.

De igual modo, se añade, a través de la modificación del artículo 70.1 de la Ley Reguladora de la Jurisdicción Social, una excepción, no incluida en la anterior redacción de la citada Ley, a la relación de procesos judiciales que estarían exentos del requisito de reclamación administrativa previa. Se trata de la siguiente excepción:
- Procesos relativos a la impugnación del despido colectivo por los representantes de los trabajadores.

#### De las modalidades procesales
En virtud de una modificación del artículo 110.1 de la Ley Reguladora de la Jurisdicción Social se establece que si un despido es declarado improcedente, el empresario será condenado a readmitir al trabajador despedido "en las mismas condiciones que regían antes de producirse el despido, así como al abono de los salarios de tramitación (…), o, a elección de aquél", al abono de una indemnización cuya cuantía se fijará de acuerdo con lo previsto en el artículo 56.1 del Estatuto de los Trabajadores. La anterior redacción de la citada Ley (octubre de 2011) establecía, además, que la condena comprendiera el abono de la cantidad a la que entonces se refería el apartado b) del artículo 56.1 del Estatuto de los Trabajadores, "con las limitaciones, en su caso, previstas por el apartado 2 de dicho artículo".
En lo referente a procesos judiciales por despidos colectivos fundados en causas económicas, organizativas, técnicas o de producción o derivadas de fuerza mayor, se procede a la reforma del artículo 124 de la Ley Reguladora de la Jurisdicción Social, estableciéndose que la decisión empresarial de llevar a cabo el despido colectivo "podrá impugnarse por los representantes legales o sindicales de los trabajadores a través del proceso previsto" en el citado artículo. En tales casos, la demanda de impugnación podrá fundarse en alguno de los siguientes motivos:
- Que no concurre la causa legal indicada en la comunicación escrita del empresario.
- Que no se ha respetado lo previsto en los artículos 51.2 (período de consultas) o 51.7 (constatación, por la autoridad laboral, de la existencia de causa de fuerza mayor) del Estatuto de los Trabajadores.
- Que la decisión extintiva se ha adoptado con fraude, dolo, coacción o abuso de derecho.

En ningún caso podrán ser objeto de este proceso de impugnación "las pretensiones relativas a la inaplicación de las reglas de prioridad de permanencia previstas legal o convencionalmente o establecidas en el acuerdo adoptado en el período de consultas", pues tales pretensiones habrán de plantearse a través del procedimiento individual reglamentariamente previsto.
En aquellos casos en los que el período de consultas entre la dirección empresarial y los representantes legales de los trabajadores hubiese finalizado con acuerdo entre las partes, la demanda de impugnación, en su caso, deberá dirigirse también a los firmantes de dicho acuerdo.
Para presentar la demanda de impugnación no será necesario agotar ninguna de las formas de evitación del proceso judicial contempladas en el Título V del Libro I de la citada Ley Reguladora de la Jurisdicción Social.
La demanda "deberá presentarse en el plazo de caducidad de veinte días desde la notificación a los representantes de los trabajadores de la decisión de despido colectivo adoptada por el empresario al finalizar el período de consultas".
El proceso de demanda de impugnación tendrá carácter urgente, y su preferencia "será absoluta sobre cualesquiera otros, salvo los de tutela de los derechos fundamentales y libertades públicas". Contra las resoluciones de tramitación que se dicten no cabrá recurso, salvo el de declaración inicial de incompetencia.
Admitida a trámite la demanda de impugnación, "el secretario judicial dará traslado de la misma al empresario demandado y le requerirá para que en el plazo de cinco días presente, preferiblemente en soporte informático, la documentación y las actas del período de consultas y la comunicación a la autoridad laboral del resultado del mismo", y notifique "a los trabajadores que pudieran resultar afectados por el despido colectivo la existencia del proceso planteado por los representantes de los trabajadores", para que aquellos, a su vez, comuniquen al órgano judicial, en el plazo de quince días, un domicilio a efectos de notificación de la sentencia. En caso de negativa injustificada del empresario a remitir la documentación requerida o a informar a los trabajadores que pudieran resultar afectados, "el secretario judicial reiterará por la vía urgente su inmediata remisión en el plazo de tres días, con apercibimiento de que de no cumplirse en plazo este segundo requerimiento se impondrán las medidas" referidas en el artículo 75.5 de la citada Ley, y se podrán tener por ciertos a los efectos del juicio posterior los hechos que pretende acreditar la parte demandante.
Transcurridos diez días hábiles desde la finalización del plazo para interponer la demanda de impugnación, "el secretario judicial citará a las partes al acto del juicio, que deberá tener lugar en única convocatoria dentro de los 15 días siguientes".
Una vez concluido el proceso judicial, la sentencia se dictará "dentro de los cinco días siguientes a la celebración del juicio y será recurrible en casación ordinaria". La decisión empresarial de extinción colectiva de contratos será declarada:
- Ajustada a derecho: "cuando el empresario (…) acredite la concurrencia de la causa legal esgrimida" en la comunicación extintiva.
- Nula: cuando no se haya respetado lo previsto en los artículos 51.2 (período de consultas) o 51.7 (constatación, por la autoridad laboral, de la existencia de causa de fuerza mayor) del Estatuto de los Trabajadores, o cuando no se haya obtenido la autorización judicial del juez del concurso, en los supuestos en que esté legalmente prevista, así como cuando la medida empresarial se haya efectuado en vulneración de derechos fundamentales y libertades públicas o con fraude, dolo, coacción o abuso de derecho.
- No ajustada a derecho: "cuando el empresario no haya acreditado la concurrencia de la causa legal indicada en la comunicación extintiva".

Una vez firme la sentencia, se notificará a quienes hubieran sido parte en el proceso de demanda, a los trabajadores que pudieran ser afectados por el despido colectivo que hubiesen puesto en conocimiento del órgano judicial un domicilio a efectos de notificaciones, y, para su conocimiento, a la autoridad laboral, la entidad gestora de la prestación por desempleo y la Administración de la Seguridad Social cuando no hubieran sido parte en el proceso.
Cuando el objeto del proceso sea la impugnación individual de la extinción del contrato de trabajo ante el Juzgado de lo Social, cabe destacar que el despido será declarado nulo, además de por los motivos referidos anteriormente, cuando el empresario no haya respetado "las prioridades de permanencia que pudieran estar establecidas en las leyes, los convenios colectivos o en el acuerdo alcanzado durante el período de consultas".
La sentencia judicial será inmediatamente ejecutiva y contra la misma "no procederá ulterior recurso, salvo en los supuestos de movilidad geográfica (…), en los de modificaciones sustanciales de las condiciones de trabajo cuando tengan carácter colectivo (…), y en las suspensiones y reducciones de jornada" por causas económicas, técnicas, organizativas o de producción o derivadas de fuerza mayor que afecten a un número de trabajadores igual o superior a:
- Diez trabajadores, en las empresas con menos de 100 trabajadores.
- El 10% del número total de trabajadores de la empresa en aquellas que tengan entre 100 y 300 empleados.
- Treinta trabajadores en las empresas con más de 300 trabajadores.

Con la anterior redacción de la Ley Reguladora de la Jurisdicción Social (octubre de 2011) no cabía ulterior recurso en el último supuesto citado (suspensiones y reducciones de jornada por causas económicas, técnicas, organizativas o de producción o derivadas de fuerza mayor que afecten a un número de trabajadores igual o superior al referido).
La reforma laboral suprime el apartado 11 del artículo 151 de la Ley Reguladora de la Jurisdicción Social, que decía lo siguiente:

«La sentencia que deje sin efecto una resolución administrativa en virtud de la cual se hubieren producido extinciones de la relación de trabajo declarará el derecho de los trabajadores afectados a reincorporarse en su puesto de trabajo.
Salvo que el empresario dentro de los cinco días siguientes a la firmeza de la sentencia opte, por escrito ante el órgano judicial, por indemnizar a los trabajadores con la indemnización establecida para el despido improcedente, deberá comunicar por escrito a dichos trabajadores la fecha de su reincorporación al trabajo dentro de los quince días siguientes a la referida firmeza. En cualquiera de los casos anteriores, el trabajador tendrá derecho a los salarios dejados de percibir, con deducción de los que hubiere recibido desde la extinción y con devolución o deducción de las cantidades percibidas como indemnización, según lo dispuesto en los apartados 3 y 4 del artículo 123 de esta Ley. De no readmitir el empresario al trabajador o de efectuarse la readmisión de modo irregular, éste podrá instar la ejecución de la sentencia en los veinte días siguientes conforme, en lo demás, a lo establecido en los artículos 279 a 281 de esta Ley.
De dejarse sin efecto la resolución administrativa por apreciarse vulneración de derechos fundamentales o libertades públicas, los trabajadores tendrán derecho a la inmediata readmisión y al abono de los salarios dejados de percibir y podrán, en su caso, instar la ejecución conforme a los artículos 282 y siguientes de esta Ley.
De haber percibido el trabajador prestaciones por desempleo, se aplicarán las disposiciones del apartado 5 del artículo 209 […] de la Ley General de la Seguridad Social, […], en función de que haya tenido lugar o no la readmisión del trabajador.»

Se procede a modificar el artículo 153.1 de la Ley Reguladora de la Jurisdicción Social para establecer que se tramitarán a través del proceso de conflictos colectivos "las demandas que afecten a intereses generales de un grupo genérico de trabajadores o a un colectivo genérico susceptible de determinación individual" y que versen sobre la aplicación e interpretación de una norma estatal, de un convenio colectivo (cualquiera que sea su eficacia), de pactos o acuerdos de empresa, de una práctica de empresa, de los acuerdos de interés profesional de los trabajadores autónomos económicamente dependientes, o de una decisión empresarial de carácter colectivo, incluidas las siguientes (reguladas, respectivamente, en los artículos 40, 41 y 47 del Estatuto de los Trabajadores):
- las relativas al traslado colectivo de trabajadores (movilidad geográfica);
- las modificaciones sustanciales de las condiciones de trabajo;
- las relativas a la suspensión de contratos o reducción de jornada por causas económicas, técnicas, organizativas o de producción o derivadas de fuerza mayor;[Nota 9]

siempre y cuando estas decisiones afecten a:
- la totalidad del centro de trabajo, siempre que éste ocupe a más de cinco empleados (solo en el caso de decisiones relativas al traslado colectivo de trabajadores),

o cuando, sin llegar a afectar a la totalidad del centro de trabajo, afecten, en un período de 90 días, a un número de trabajadores igual o superior a:
- Diez, en las empresas con menos de 100 trabajadores.
- El 10% del número total de trabajadores de la empresa en aquellas que tengan entre 100 y 300 empleados.
- Treinta, en las empresas con más de 300 trabajadores.

De igual modo, se tramitará también a través del proceso de conflictos colectivos "la impugnación directa de los convenios o pactos colectivos no comprendidos en el artículo 163" de la citada Ley Reguladora de la Jurisdicción Social.
A través de la modificación del artículo 184 de la Ley Reguladora de la Jurisdicción Social, se establece que "se tramitarán inexcusablemente, con arreglo a la modalidad procesal correspondiente a cada una de ellas, dando carácter preferente a dichos procesos y acumulando en ellos, según lo dispuesto (…), las pretensiones de tutela de derechos fundamentales y libertades públicas con las propias de la modalidad procesal respectiva", las demandas judiciales relacionadas con alguna de las materias referidas a continuación:
- Despido.
- Extinción de contrato de trabajo en alguno de los supuestos previstos en los artículos 50, 51 y 52 del Estatuto de los Trabajadores (a saber: extinción por voluntad del trabajador, por despido colectivo o por causas objetivas).
- Modificación sustancial de las condiciones de trabajo.
- Suspensión del contrato o reducción de jornada por causas económicas, técnicas, organizativas o de producción o derivadas de fuerza mayor.[Nota 10]
- Disfrute de vacaciones.
- Materia electoral.
- Impugnación o modificación de estatutos de los sindicatos.
- Movilidad geográfica.
- Derechos de conciliación de la vida personal, familiar y laboral del artículo 139.
- Impugnación de convenios colectivos.
- Sanciones impuestas por los empresarios a los trabajadores en las que se invoque lesión de derechos fundamentales y libertades públicas.

#### De los medios de impugnación
Por modificación del apartado e) del artículo 191.2 y del apartado a) del artículo 191.3 de la Ley Reguladora de la Jurisdicción Social, queda establecido que no procederá recurso de suplicación en, entre otros:
- Los procesos relativos a suspensión de contratos o reducción de jornada por causas económicas, técnicas, organizativas o de producción o derivadas de fuerza mayor que afecten, en un período de 90 días, a un número de trabajadores igual o superior a diez, en las empresas con menos de 100 trabajadores; al 10% del número total de trabajadores de la empresa en aquellas que tengan entre 100 y 300 empleados; o a treinta, en las empresas con más de 300 trabajadores.
- Los procesos por despido colectivo impugnados por los representantes de los trabajadores.

Se modifica también el artículo 206.1 de la citada Ley para establecer que dejen de ser recurribles en casación las sentencias dictadas en única instancia por las Salas de lo Social de los Tribunales Superiores de Justicia y por la Sala de lo Social de la Audiencia Nacional y relativas a expedientes de regulación de empleo, extinción de contratos de trabajo, suspensión de contratos o reducción de jornada por causas económicas, técnicas, organizativas o de producción, cualquiera que sea la cuantía, cuando afecten a menos de cincuenta trabajadores.

### Otras medidas

#### Aplicación del despido en el sector público
Se añade una disposición adicional vigésima al Estatuto de los Trabajadores, estableciendo que "el despido por causas económicas, técnicas, organizativas o de producción del personal laboral al servicio de los entes, organismos y entidades que forman parte del sector público (…), se efectuará conforme a lo dispuesto" en los artículos 51 (despido colectivo) y 52.c) (extinción de contratos por causas objetivas) del Estatuto de los Trabajadores y sus normas de desarrollo, "y en el marco de los mecanismos preventivos y correctivos regulados en la normativa de estabilidad presupuestaria y sostenibilidad financiera de las Administraciones Públicas". A tal efecto, se entenderá que concurren:
- Causas económicas: "cuando se produzca en las [Administraciones Públicas] una situación de insuficiencia presupuestaria sobrevenida y persistente para la financiación de los servicios públicos correspondientes. En todo caso, se entenderá que la insuficiencia presupuestaria es persistente si se produce durante tres trimestres consecutivos".
- Causas técnicas: "cuando se produzcan cambios, entre otros, en el ámbito de los medios o instrumentos de la prestación del servicio público de que se trate".
- Causas organizativas: "cuando se produzcan cambios, entre otros, en el ámbito de los sistemas y métodos de trabajo del personal adscrito al servicio público".

También se añade una disposición adicional vigésima primera al Estatuto de los Trabajadores, por la que se dispone que lo previsto en el artículo 47 del citado Estatuto (referente a la suspensión de contratos o reducción de jornada por causas económicas, técnicas, organizativas o de producción o derivadas de fuerza mayor) "no será de aplicación a las Administraciones Públicas y a las entidades de derecho público vinculadas o dependientes de una o varias de ellas y de otros organismos públicos, salvo a aquellas que se financien mayoritariamente con ingresos obtenidos como contrapartida de operaciones realizadas en el mercado".

#### Normas aplicables en las entidades de crédito
Las entidades participadas mayoritariamente o apoyadas financieramente por el Fondo de Reestructuración Ordenada Bancaria (FROB), no podrán satisfacer en ningún caso indemnizaciones por terminación de contrato que excedan de la menor de las siguientes cuantías:
- Dos veces las bases máximas resultantes, respectivamente, de los apartados 3 y 4 del artículo 5.3.a) del Real Decreto-ley 2/2012, de 3 de febrero, de saneamiento del sector financiero, a saber: 300.000 euros para los presidentes ejecutivos, consejeros delegados y directivos de las entidades participadas mayoritariamente por el FROB; o 600.000 euros para los presidentes ejecutivos, consejeros delegados y directivos de las entidades que, sin hallarse mayoritariamente participadas por el FROB, reciban apoyo financiero del mismo.[59]
- Dos años de la remuneración fija estipulada.

"Se exceptúa de la regla anterior el caso de aquellos administradores y directivos que se hubiesen incorporado a la entidad o a su grupo con posterioridad o de forma simultánea a la toma de participación o apoyo financiero del Fondo de Reestructuración Ordenada Bancaria, en cuyo caso el Banco de España, a la vista de las condiciones contractualmente estipuladas y de los resultados del plan de saneamiento, podrá autorizar cantidades superiores" a las referidas, pero siempre con el límite de dos años de la remuneración fija originariamente estipulada.
Por otra parte, por razón de imposición de sanciones podrán extinguirse contratos de trabajo de personas que ejerzan cargos de administración o dirección en una entidad de crédito. Así, "la imposición de las sanciones a que se refiere el artículo 12.1 de la Ley 26/1988, de 29 de julio, sobre Disciplina e Intervención de las Entidades de Crédito, a las personas que ejerzan cargos de administración o dirección en una entidad de crédito en virtud de un contrato de trabajo, incluidas las relaciones laborales de carácter especial del personal de alta dirección, se considerará, a efectos de la legislación laboral, como incumplimiento contractual grave y culpable y, por tanto, causa de despido disciplinario, y podrá dar lugar a la extinción del contrato por el empresario". Asimismo, "la imposición de tales sanciones se considerará como causa justa de extinción o resolución de aquellos contratos que tengan una naturaleza distinta de la laboral". En los supuestos de extinción de contratos de conformidad con lo anteriormente descrito, "las personas que ejerzan cargos de administración o dirección en una entidad de crédito no tendrán derecho a indemnización alguna por dicha extinción, cualquiera que sea su cuantía o su forma, y con independencia de la norma jurídica, contrato, acuerdo o pacto laboral individual o de origen colectivo y contrato, acuerdo o pacto de naturaleza civil o mercantil donde esté prevista el pago de la indemnización".
Por último, podrán suspenderse contratos (de trabajo o de cualquier otra naturaleza) de personas que ejerzan cargos de administración o dirección en una entidad de crédito por alguna de las siguientes causas:
- Cuando, de conformidad con lo dispuesto en el artículo 24 de la Ley 26/1988, de 29 de julio, sobre Disciplina e Intervención de las Entidades de Crédito,[61] se disponga la suspensión provisional de las personas que, ostentando cargos de administración o dirección en la entidad de crédito, aparezcan como presuntos responsables de infracciones muy graves.
- Cuando, de conformidad con lo dispuesto en los apartados c) y d) del artículo 7.1 del Real Decreto-ley 9/2009, de 26 de junio, sobre reestructuración bancaria y reforzamiento de los recursos propios de las entidades de crédito,[62] el Banco de España acuerde la sustitución provisional de los órganos de administración o dirección de la entidad de crédito.

#### Especialidades en los contratos mercantiles y de alta dirección del sector público estatal
La extinción, por desistimiento del empresario, de los contratos mercantiles y de alta dirección (cualquiera que sea la fecha de su celebración) del personal que preste servicios en el sector público estatal (excepto los funcionarios de carrera y los empleados de entidades integrantes del sector público con reserva de puesto de trabajo) únicamente dará lugar al abono de una indemnización no superior a siete días por año de servicio de la retribución fija anual en metálico (excluidos los incentivos o complementos variables si los hubiere), con un máximo de seis mensualidades. El desistimiento del empresario deberá ser comunicado por escrito, con un plazo máximo de antelación de quince días naturales; de lo contrario, la entidad deberá indemnizar con una cuantía equivalente a la retribución correspondiente al período de preaviso incumplido.

#### Derogación normativa
La reforma laboral de 2012 deroga expresamente, entre otras, las siguientes medidas:
- El contrato para el fomento de la contratación indefinida (regulado a través de la disposición adicional primera de la Ley 12/2001, de 9 de julio, de medidas urgentes de reforma del mercado de trabajo para el incremento del empleo y la mejora de su calidad).[64]
- El abono de parte de la indemnización por el Fondo de Garantía Salarial (FOGASA) en los nuevos contratos de carácter indefinido (regulado a través de la disposición transitoria tercera de la Ley 35/2010, de 17 de septiembre, de medidas urgentes para la reforma del mercado de trabajo).[65]
- La integración en un único organismo del Servicio Público de Empleo Estatal (SEPE) y el Fondo de Garantía Salarial (FOGASA) (prevista en la disposición final primera del Real Decreto-ley 10/2011, de 26 de agosto, de medidas urgentes para la promoción del empleo de los jóvenes, el fomento de la estabilidad en el empleo y el mantenimiento del programa de recualificación profesional de las personas que agoten su protección por desempleo.[66]
- El procedimiento a seguir en caso de reconocimiento de la improcedencia del despido disciplinario (descrito en el artículo 105.3 de la Ley 36/2011, de 10 de octubre, Reguladora de la Jurisdicción Social).[Nota 11][67]
- Las bonificaciones mensuales en las cuotas empresariales a la Seguridad Social a que daba derecho la reincorporación efectiva al puesto de trabajo de mujeres trabajadoras cuyo contrato de carácter indefinido hubiese sido previamente suspendido por maternidad o por excedencia por cuidado de hijo (previstas en el artículo 4.2 de la Ley 43/2006, de 29 de diciembre, para la mejora del crecimiento y del empleo).[Nota 12][68]
- Las reducciones de las cuotas empresariales a la Seguridad Social correspondientes a los contratos para la formación y el aprendizaje suscritos entre el 31 de agosto de 2011 y el 31 de diciembre de 2013 con trabajadores desempleados mayores de 20 años e inscritos en la oficina de empleo con anterioridad al 16 de agosto de 2011 (aprobadas a través del artículo 2 del Real Decreto-ley 10/2011, de 26 de agosto, de medidas urgentes para la promoción del empleo de los jóvenes, el fomento de la estabilidad en el empleo y el mantenimiento del programa de recualificación profesional de las personas que agoten su protección por desempleo).[69]
- La aplicación excepcional y transitoria, hasta la aprobación de la Estrategia Española de Empleo y del Plan Anual de Política de Empleo 2012, de una serie de normas inicialmente derogadas por el Real Decreto-ley 3/2011, de 18 de febrero, de medidas urgentes para la mejora de la empleabilidad y la reforma de las políticas activas de empleo.[70]
- La propia derogación normativa establecida en el Real Decreto-ley 3/2011 y referida en el punto anterior.[71]

#### Modificaciones en materia de conciliación de la vida laboral y familiar
Mediante la modificación parcial del artículo 37.4 del Estatuto de los Trabajadores se reconoce el derecho al permiso de ausencia por lactancia, ya establecido para los progenitores por nacimiento de hijo, también para los casos de adopción y acogimiento (tanto individual como múltiple). Además, se aclara que dicho permiso "constituye un derecho individual de los trabajadores, hombres o mujeres", pudiendo ser ejercido indistintamente por unos y otros.
Se modifica también el artículo 37.6 del Estatuto de los Trabajadores para establecer que los criterios de concreción horaria para la reducción de jornada por lactancia no solo correspondan al propio trabajador, dentro de su jornada ordinaria, sino que también puedan ser establecidos en los convenios colectivos, "en atención a los derechos de conciliación de la vida personal, familiar y laboral del trabajador y las necesidades productivas y organizativas de las empresas". De igual modo, se establece que el trabajador no estará obligado a preavisar al empresario en caso de fuerza mayor, y que, en cualquier caso, el período de antelación del preaviso será de quince días o el que se determine en el convenio colectivo aplicable, debiendo precisar las fechas de inicio y finalización del período de permiso de ausencia o reducción de jornada por lactancia. Por último, también se determina que la competencia para resolver discrepancias entre empresario y trabajador sobre la concreción horaria y la determinación de los períodos de disfrute de permisos de ausencia o reducción de jornada por lactancia corresponderá a la jurisdicción social a través del procedimiento establecido en el artículo 139 de la Ley Reguladora de la Jurisdicción Social, y no a la jurisdicción laboral a través de lo previsto en el artículo 138 bis de la Ley de Procedimiento Laboral, como preveía la redacción anterior del Estatuto de los Trabajadores.
Finalmente, se procede a la modificación del artículo 38.3 del Estatuto de los Trabajadores, referente a las vacaciones anuales de los trabajadores, para añadir al texto normativo un párrafo estableciendo que "en el supuesto de que el período de vacaciones coincida con una incapacidad temporal por contingencias distintas" a las derivadas del embarazo, el parto o la lactancia natural, "que imposibilite al trabajador disfrutarlas [las vacaciones], total o parcialmente, durante el año natural a que corresponden, el trabajador podrá hacerlo una vez finalice su incapacidad y siempre que no hayan transcurrido más de dieciocho meses a partir del final del año en que se hayan originado".

#### Modificaciones en materia de protección por desempleo
Por modificación del apartado 2 del artículo 203 de la Ley General de la Seguridad Social, se establece que el cese total del trabajador en su actividad "por días completos, continuados o alternos, durante, al menos, una jornada ordinaria de trabajo, en virtud de suspensión temporal de contrato o reducción temporal de jornada" por causas económicas, técnicas, organizativas o de producción o derivadas de fuerza mayor, pase a ser considerado como situación de desempleo total.
En el mismo sentido y refiriéndose a la situación de desempleo parcial, se establece, mediante la modificación del apartado 3 del citado artículo de la Ley General de la Seguridad Social, que "se entenderá por reducción temporal de la jornada diaria ordinaria de trabajo aquella que se decida por el empresario" fundándose en causas económicas, técnicas, organizativas o de producción o derivadas de fuerza mayor.
Se modifican también los apartados 2 y 3 del artículo 208.1 de la Ley General de la Seguridad Social, para establecer que "[se encontrarán en situación legal de desempleo los trabajadores] cuando se suspenda temporalmente su relación laboral por decisión del empresario" fundándose en causas económicas, técnicas, organizativas o de producción o derivadas de fuerza mayor, y "cuando se reduzca temporalmente la jornada ordinaria diaria de trabajo, por decisión del empresario" fundándose en las citadas causas, o en virtud de resolución judicial adoptada en el seno de un procedimiento concursal.
Por último, se modifica el artículo 210.5 de la citada Ley para establecer que, en lo referente a la consunción de prestaciones generadas en los supuestos de situación de desempleo parcial, "el porcentaje consumido será equivalente al de reducción de jornada decidida por el empresario" fundándose en causas económicas, técnicas, organizativas o de producción o derivadas de fuerza mayor, y no "autorizada", como establecía la redacción anterior del texto normativo.

#### Acreditación de situaciones legales de desempleo
Se añade una disposición adicional quincuagésimo cuarta a la Ley General de la Seguridad Social, estableciendo que las situaciones legales de desempleo recogidas en los apartados 1.a), 2 y 3 del artículo 208.1 de la citada Ley, a saber:
- por extinción de la relación laboral en virtud de despido colectivo adoptado por decisión del empresario, o en virtud de resolución judicial adoptada en el seno de un procedimiento concursal (apartado 1.a);
- por suspensión temporal de la relación laboral, decidida por el empresario fundándose en causas económicas, técnicas, organizativas o de producción o derivadas de fuerza mayor; o en virtud de resolución judicial adoptada en el seno de un procedimiento concursal, o por decisión de la trabajadora que se vea obligada a abandonar su puesto de trabajo como consecuencia de ser víctima de violencia de género (apartado 2);
- por reducción temporal de la jornada ordinaria diaria de trabajo, decidida por el empresario fundándose en causas económicas, técnicas, organizativas o de producción o derivadas de fuerza mayor, o en virtud de resolución judicial adoptada en el seno de un procedimiento concursal (apartado 3),

se acreditarán mediante:
- Comunicación escrita (certificado de empresa) del empresario al trabajador, consignándose en la misma la causa y fecha de efectos de la situación legal de desempleo.
- El acta de conciliación administrativa o judicial o la resolución judicial definitiva.
- Comunicación de la autoridad laboral a la entidad gestora de las prestaciones por desempleo de la decisión del empresario de efectuar un despido colectivo o, en su caso, una suspensión de contratos o reducción de jornada por causas económicas, técnicas, organizativas o de producción o derivadas de fuerza mayor. Deberán consignarse en dicha comunicación la causa de la situación legal de desempleo, los trabajadores afectados, si la situación legal de desempleo es total (por despido colectivo) o parcial (por suspensión de contratos o reducción de jornada), haciendo constar en este último caso el plazo por el que se producirá la suspensión o reducción de jornada.

#### Modificación de la regulación del subsistema de formación profesional para el empleo
Se añaden dos nuevos apartados 3 y 4 al artículo 22 del Real Decreto 395/2007, de 23 de marzo, por el que se regula el subsistema de formación profesional para el empleo, para establecer que el Servicio Público de Empleo Estatal y los servicios públicos de empleo de las comunidades autónomas deberán "especificar en cada convocatoria [de oferta formativa] las acciones formativas que tengan carácter prioritario, sin perjuicio de las señaladas por las Comisiones Paritarias Sectoriales". Dichas acciones formativas prioritarias deberán "tratar de anticipar la formación al nuevo modelo productivo, apostando por los sectores más innovadores". De igual modo, se añaden un nuevo apartado c) al artículo 24.2 y un nuevo apartado c) al artículo 24.3 del citado Real Decreto, estableciéndose en los mismos que, "[en el ámbito estatal o, en su caso, autonómico, la ejecución de los planes de formación podrá llevarse a cabo mediante convenios suscritos, en el marco de los mismos o del Sistema Nacional de Empleo, según corresponda, entre el Servicio Público de Empleo Estatal o, en su caso, el órgano o entidad competente de la respectiva Comunidad Autónoma y] los centros y entidades de formación debidamente acreditados e inscritos en el Registro Estatal de Centros y Entidades de Formación" o, en su caso, "en el Registro de Centros y Entidades de Formación de la correspondiente Comunidad Autónoma".
En consonancia con las modificaciones referidas, se reforma también el primer párrafo del artículo 3.1 de la Orden TAS 718/2008, de 7 de marzo, por la que se desarrolla el Real Decreto 395/2007, de 23 de marzo, por el que se regula el subsistema de formación profesional para el empleo, en materia de formación de oferta y se establecen las bases reguladoras para la concesión de subvenciones públicas destinadas a su financiación, para establecer que, además de las Organizaciones Empresariales y Sindicales más representativas y las representativas en el correspondiente sector de actividad, así como los entes paritarios creados o amparados en el marco de la negociación colectiva sectorial estatal, también podrán ser "beneficiarios de las subvenciones destinadas a la financiación de los planes de formación dirigidos prioritariamente a los trabajadores ocupados, (…) los centros y entidades de formación debidamente acreditados" e inscritos en el Registro Estatal de Centros y Entidades de Formación o, en su caso, en el Registro de Centros y Entidades de Formación de la correspondiente Comunidad Autónoma.

#### Identificación y ámbitos de las políticas activas de empleo
Por modificación del apartado f) del artículo 25.1 de la Ley 56/2003, de 16 de diciembre, de Empleo, se suprime la permanencia excepcional en vigor, en aquellas comunidades autónomas que no desarrollen acciones y programas propios en materia de igualdad de oportunidades para las personas con discapacidad en el acceso y el mantenimiento en el empleo, de una serie de disposiciones estatales relacionadas con la materia e inicialmente derogadas a través de la disposición derogatoria única del Real Decreto-ley 3/2011, de 18 de febrero, de medidas urgentes para la mejora de la empleabilidad y la reforma de las políticas activas de empleo. Dichas disposiciones, que con la nueva reforma laboral pasan a estar derogadas con carácter general, eran las siguientes:
- Capítulo II del Real Decreto 1451/1983, de 11 de mayo, por el que en cumplimiento de lo previsto en la Ley 13/1982, de 7 de abril, se regula el empleo selectivo y las medidas de fomento del empleo de trabajadores minusválidos.
- Capítulo VII del Real Decreto 2273/1985, de 4 de diciembre, por el que se aprueba el Reglamento de los Centros Especiales de Empleo, definidos en el artículo 42 de la Ley 13/1982, de 7 de abril, de Integración Social de los Minusválidos.
- Orden del Ministerio de Trabajo y Seguridad Social de 13 de abril de 1994, por la que se regula la concesión de las ayudas y subvenciones sobre fomento del empleo de los trabajadores minusválidos según lo establecido en el capítulo II del Real Decreto 1451/1983, de 11 de mayo.
- Orden del Ministerio de Trabajo y Asuntos Sociales de 16 de octubre de 1998, por la que se establecen las bases reguladoras para la concesión de las ayudas y subvenciones públicas destinadas al fomento de la integración laboral de los minusválidos en centros especiales de empleo y trabajo autónomo.
- Artículos 12 y 13 del Real Decreto 290/2004, de 20 de febrero, por el que se regulan los enclaves laborales como medida de fomento del empleo de las personas con discapacidad.
- Real Decreto 870/2007, de 2 de julio, por el que se regula el programa de empleo con apoyo como medida de fomento de empleo de personas con discapacidad en el mercado ordinario de trabajo.

#### Modificación de la Estrategia Española de Empleo 2012-2014
Se suprime el subapartado «Medidas estatales de inserción laboral de personas con discapacidad» incluido en el apartado 5.6 («Ámbito de oportunidades para colectivos con especiales dificultades») de la Estrategia Española de Empleo 2012-2014 (aprobada por Real Decreto 1542/2011 a través de su Anexo). Entre las medidas aprobadas se encuentran las siguientes:
- Bonificaciones, en función de los grados de discapacidad, para aquellos empleadores que contraten a trabajadoras/es con discapacidad por tiempo indefinido o transformen en indefinidos contratos temporales de fomento del empleo o contratos formativos suscritos con trabajadoras/es con discapacidad:
  - 4.000 euros (si se contrata a hombres) o 4.400 euros (si se trata de mujeres) por contratar a una persona con discapacidad general, reduciéndose proporcionalmente las cuantías citadas según la jornada pactada en caso de tratarse de un contrato a tiempo parcial.
  - 8.000 euros (si se contrata a hombres) o 8.400 euros (si se trata de mujeres) por contratar a una persona con discapacidad con especiales dificultades de acceso al mercado de trabajo, reduciéndose proporcionalmente las cuantías citadas según la jornada pactada en caso de tratarse de un contrato a tiempo parcial.
  - 1.800 euros adicionales, en concepto de ayuda para adaptación y ajustes razonables del puesto de trabajo, dotación de equipos de protección o eliminación de barreras u obstáculos, por contratar a una persona con discapacidad.
- Bonificaciones para aquellos empleadores que suscriban contratos temporales de fomento del empleo, contratos en prácticas, contratos para la formación y el aprendizaje o contratos de duración determinada con trabajadoras/es con discapacidad o con discapacidad sobrevenida reconocida con posterioridad a la contratación:
  - 1.800 euros por cada persona contratada en concepto de ayuda para adaptación y ajustes razonables del puesto de trabajo, dotación de equipos de protección o eliminación de barreras u obstáculos.
- Bonificaciones en las cuotas empresariales a la Seguridad Social previstas en la normativa reguladora para aquellos empleadores que contraten a trabajadoras/es con discapacidad de forma indefinida o temporal, o transformen contratos temporales en indefinidos.
- Medidas de tránsito de las personas trabajadoras con discapacidad desde el empleo en los Centros Especiales de Empleo, al empleo en empresas del mercado ordinario de trabajo a través de los enclaves laborales regulados, incentivando su contratación con carácter indefinido (lo que daría derecho, a su vez, a la percepción de ayudas por contratación y a las bonificaciones que para estos supuestos están establecidas en la normativa reguladora de los enclaves laborales).
- Bonificaciones para el fomento del empleo con apoyo[Nota 13] ―para trabajadores con discapacidad inscritos en los Servicios Públicos de Empleo como demandantes de empleo no ocupados, así como para trabajadores con discapacidad contratados por centros especiales de empleo, con especiales dificultades para su inserción laboral―, como medida de fomento del empleo de personas con discapacidad en el mercado ordinario de trabajo, destinadas a financiar costes laborales y de Seguridad Social que se generen durante el período de desarrollo del proyecto de empleo con apoyo, derivados de la contratación de preparadores laborales por las entidades promotoras de empleo con apoyo:
  - 6.600 euros anuales por cada trabajador contratado con parálisis cerebral, con enfermedad mental o con discapacidad intelectual, con un grado de minusvalía reconocido igual o superior al 65%.
  - 4.000 euros anuales por cada trabajador contratado con parálisis cerebral, con enfermedad mental o con discapacidad intelectual, con un grado de minusvalía reconocido igual o superior al 33% e inferior al 65 %.
  - 2.500 euros anuales por cada trabajador contratado con discapacidad física o sensorial con un grado de minusvalía reconocido igual o superior al 65%, o con discapacidad auditiva con un grado de minusvalía reconocido igual o superior al 33%.
- Medidas estatales dirigidas a la inserción laboral de personas con discapacidad en el mercado de trabajo protegido a través de los Centros Especiales de Empleo.
- Incentivos ―en función de los tipos y grados de discapacidad y del porcentaje de trabajadores y trabajadoras con discapacidad en la plantilla del Centro Especial de Empleo― a la generación de empleo indefinido entre personas discapacitadas, para aquellos empleadores que suscriban con este colectivo de trabajadoras/es contratos indefinidos, o transformen en indefinidos contratos temporales de fomento del empleo o contratos de duración determinada o temporales (incluidos los de formación) suscritos con personas con discapacidad:
  - 12.000 euros de bonificación si el número de trabajadores con discapacidad física o sensorial con un grado igual o superior al 33% e inferior al 65% supera el 90% de la plantilla del Centro Especial de Empleo, reduciéndose proporcionalmente la cuantía citada según la jornada pactada en caso de tratarse de un contrato a tiempo parcial.
  - 9.000 euros de bonificación si el número de trabajadores con discapacidad física o sensorial con un grado igual o superior al 33% e inferior al 65% está comprendido entre el 70% y el 90% de la plantilla del Centro Especial de Empleo, reduciéndose proporcionalmente la cuantía citada según la jornada pactada en caso de tratarse de un contrato a tiempo parcial.
  - 15.000 euros de bonificación si el número de trabajadores con discapacidad y con especiales dificultades de acceso al mercado ordinario de trabajo supera el 90% de la plantilla del Centro Especial de Empleo, reduciéndose proporcionalmente la cuantía citada según la jornada pactada en caso de tratarse de un contrato a tiempo parcial.
  - 12.000 euros de bonificación si el número de trabajadores con discapacidad y con especiales dificultades de acceso al mercado ordinario de trabajo está comprendido entre el 70% y el 90% de la plantilla del Centro Especial de Empleo, reduciéndose proporcionalmente la cuantía citada según la jornada pactada en caso de tratarse de un contrato a tiempo parcial.
- Incentivos al mantenimiento de los Centros Especiales de Empleo:
  - Incentivo para costes salariales, consistente en: el 50% del Salario Mínimo Interprofesional (SMI) vigente, correspondiente al puesto de trabajo ocupado por personas con discapacidad que realicen una jornada laboral a tiempo completo, y la cuantía equivalente cuando realice una jornada a tiempo parcial.
  - Bonificación de 1.800 euros por cada contrato suscrito con una persona con discapacidad, para financiar gastos ocasionados como consecuencia de la adaptación y ajustes razonables de puestos de trabajo, dotación de equipos de protección personal y para la eliminación de barreras arquitectónicas.
- Incentivos destinados a equilibrar el presupuesto (salvo en casos de resultados económicos adversos derivados de una gestión deficiente) de aquellos Centros Especiales de Empleo que carezcan de ánimo de lucro y tengan declarada, por la Administración competente para su calificación e inscripción, la condición de utilidad pública e imprescindibilidad en los términos reglamentariamente establecidos
  - Bonificación de 1.500 euros por cada contrato suscrito con una persona con discapacidad.
- Incentivos a las Unidades de Apoyo a la Actividad Profesional en Centros Especiales de Empleo, destinados a financiar costes laborales y de Seguridad Social derivados de la contratación indefinida de las personas trabajadoras de las Unidades de Apoyo a la Actividad Profesional en los Centros Especiales de Empleo, para el desarrollo de sus funciones:[Nota 14]
  - 1.200 euros anuales por cada contrato indefinido o temporal de duración igual o superior a 6 meses suscrito con trabajadoras/es con parálisis cerebral, con enfermedad mental o con discapacidad intelectual, con un grado de minusvalía reconocido igual o superior al 33%, o con trabajadoras/es con discapacidad física o sensorial con un grado de minusvalía reconocido igual o superior al 65%, reduciéndose proporcionalmente la cuantía citada según la jornada pactada en caso de tratarse de un contrato a tiempo parcial.
- Medidas estatales para facilitar la inserción laboral de las personas con discapacidad mediante el apoyo al emprendimiento y el autoempleo y la incorporación como socios trabajadores o de trabajo a cooperativas o sociedades laborales.

#### Modificación de las reglas del abono de la prestación por desempleo en pago único para emprendedores
Se modifica el punto 3 del apartado 1 de la disposición transitoria cuarta de la Ley 45/2002, de 12 de diciembre, de medidas urgentes para la reforma del sistema de protección por desempleo y mejora de la ocupabilidad, para establecer que aquellos desempleados jóvenes de hasta 30 años de edad (en el caso de hombres) o de hasta 35 años (si se tratase de mujeres), que estén cobrando la prestación por desempleo de nivel contributivo y que pretendan constituirse como trabajadores autónomos podrán, aun cuando no tengan una discapacidad igual o superior al 33%, percibir de la entidad gestora el abono del importe íntegro de la prestación pendiente de percibir en un solo pago (calculado en días completos, deduciéndose el importe relativo al interés legal del dinero) para sufragar la "inversión necesaria para desarrollar la actividad [de trabajo autónomo], incluido el importe de las cargas tributarias para el inicio de la actividad". Con la anterior redacción normativa (diciembre de 2002), el límite máximo a percibir en un pago único por los referidos beneficiarios era del 80% del importe de la prestación por desempleo de nivel contributivo pendiente de percibir en el momento de realizar la solicitud.

## Reacciones
Tras la aprobación del texto por el Consejo de Ministros, se produjeron las reacciones al contenido del mismo desde los partidos políticos con representación parlamentaria, las organizaciones empresariales y los sindicatos mayoritarios. Así, se posicionaron a favor de la reforma el Partido Popular, el portavoz de CiU en el Congreso, Josep Antoni Duran i Lleida, y los representantes de las patronales CEOE, CEPYME y ATA. Por el contrario, se mostraron claramente contrarios al contenido de la reforma aprobada por el Gobierno los portavoces parlamentarios de IU, Amaiur, ERC, BNG y Compromís-Q, mientras que el del PNV mostró su reserva ante el proyecto y UPyD lo consideró "manifiestamente mejorable". También se mostraron en contra los líderes del principal partido de la oposición, el PSOE, y de los dos sindicatos con mayor representación, CCOO y UGT. Las centrales sindicales convocaron movilizaciones sociales en toda España para los días 18 y 19 de febrero. Por su parte, en el País Vasco, cinco sindicatos del entorno nacionalista (ELA-STV, LAB, ESK, STEE-EILAS y EHNE) convocaron una huelga general autonómica (circunscrita al País Vasco y Navarra) para el 29 de marzo de 2012. Las manifestaciones convocadas por los sindicatos mayoritarios en 57 ciudades de todo el país resultaron masivas y congregaron a centenares de miles de personas en Madrid, Barcelona, Valencia, Sevilla, Bilbao, Málaga, Vigo, La Coruña, Santiago de Compostela, Alicante, Castellón, San Sebastián, Vitoria, Palma de Mallorca, Valladolid, León y otras ciudades.
El Congreso de los Diputados, en su sesión del día 8 de marzo de 2012, ratificó como texto legal definitivo el mismo aprobado por el Gobierno el 10 de febrero anterior, dando fin a su tramitación parlamentaria.

## Tramitación parlamentaria
Tras su publicación en el Boletín Oficial del Estado, el Real Decreto-ley 3/2012, de 10 de febrero, de medidas urgentes para la reforma del mercado laboral, fue presentado, con fecha 13 de febrero de 2012, en el Congreso de los Diputados para su tramitación parlamentaria a partir del 21 de febrero. El 17 de febrero, el Grupo Parlamentario Socialista en el Congreso presentó una "solicitud de comparecencia de la Ministra de Empleo y Seguridad Social", ante la Comisión parlamentaria correspondiente, "para informar, en detalle, de todo el contenido del Real Decreto-ley 3/2012, (…), incluidos los extremos que se ocultaron a la opinión pública tras el Consejo de Ministros, y de las razones por las que se ocultaron".
El debate plenario para la convalidación o derogación del Real Decreto-ley 3/2012 para la reforma laboral tuvo lugar el 8 de marzo de 2012 en sesión ordinaria del Congreso de los Diputados. El texto resultó aprobado en la votación parlamentaria con 197 votos a favor (PP, CiU, UPN y FAC), 142 en contra (PSOE, La Izquierda Plural, Amaiur, PNV, UPyD, ERC y CC) y una abstención, y acto seguido el pleno de la Cámara baja acordó, con 337 votos favorables y una abstención, su tramitación como proyecto de ley por el procedimiento de urgencia.

## Convocatoria de huelga general
Tras la aprobación sin cambios del Real Decreto-ley de reforma laboral, los órganos de dirección de los sindicatos mayoritarios (CCOO y UGT), reunidos el 9 de marzo, aprobaron por unanimidad la convocatoria de una huelga general de trabajadores para el día 29 de marzo de 2012, haciendo de este modo extensiva a todo el territorio nacional la convocatoria de paro formalizada unos días atrás por los sindicatos nacionalistas de País Vasco y Galicia, ELA-STV, LAB y CIG.